# Liste der Baudenkmäler in Scheinfeld
Auf dieser Seite sind die Baudenkmäler in der mittelfränkischen Stadt Scheinfeld zusammengestellt. Diese Tabelle ist eine Teilliste der Liste der Baudenkmäler in Bayern. Grundlage ist die Bayerische Denkmalliste, die auf Basis des Bayerischen Denkmalschutzgesetzes vom 1. Oktober 1973 erstmals erstellt wurde und seither durch das Bayerische Landesamt für Denkmalpflege geführt wird. Die folgenden Angaben ersetzen nicht die rechtsverbindliche Auskunft der Denkmalschutzbehörde.
 Diese Liste gibt den Fortschreibungsstand vom 17. November 2020 wieder und enthält 115 Baudenkmäler.

## Ensembles

### Ensemble Altstadt Scheinfeld

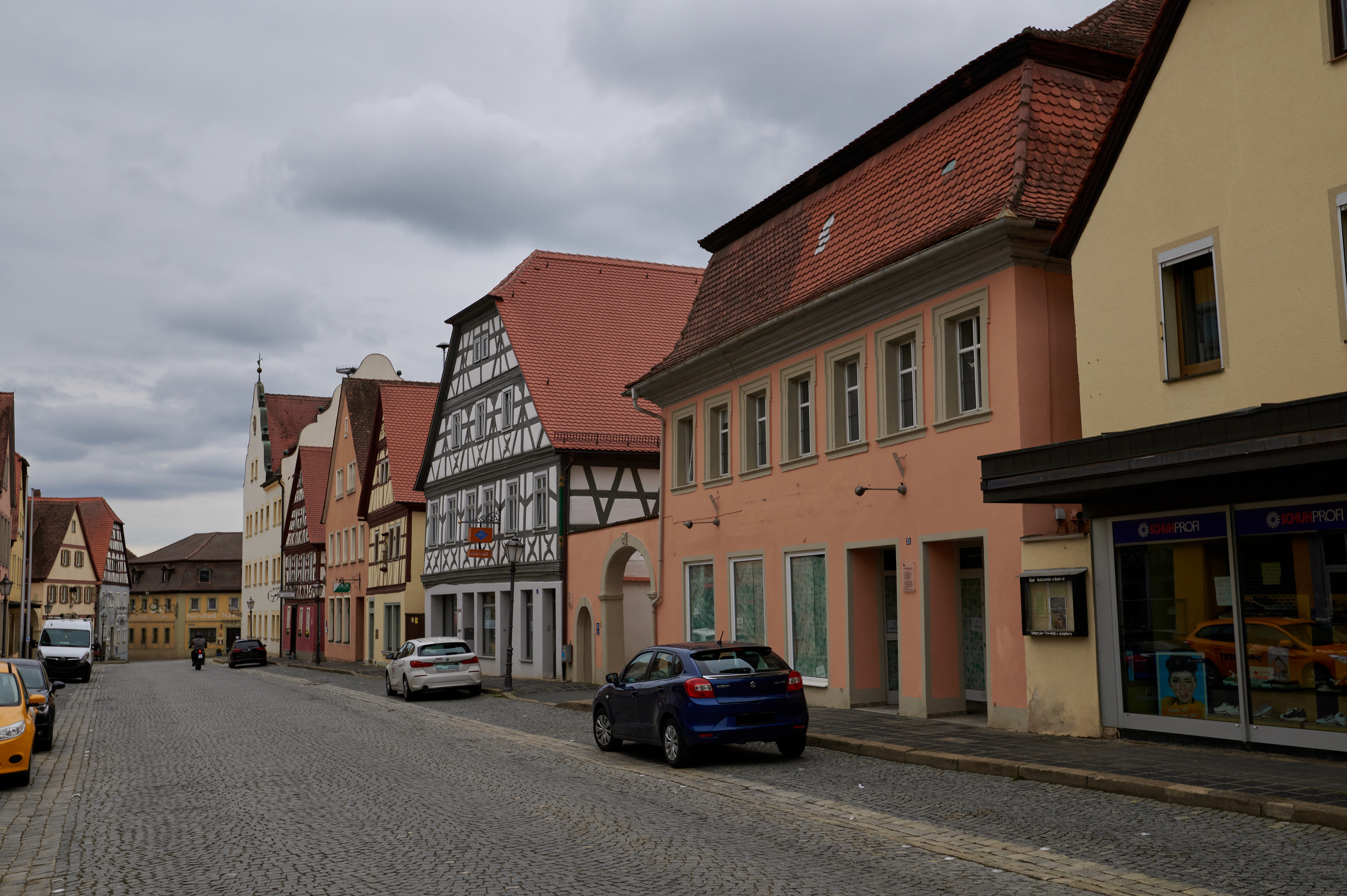
Hauptstraße, Westseite, von Norden, 2021

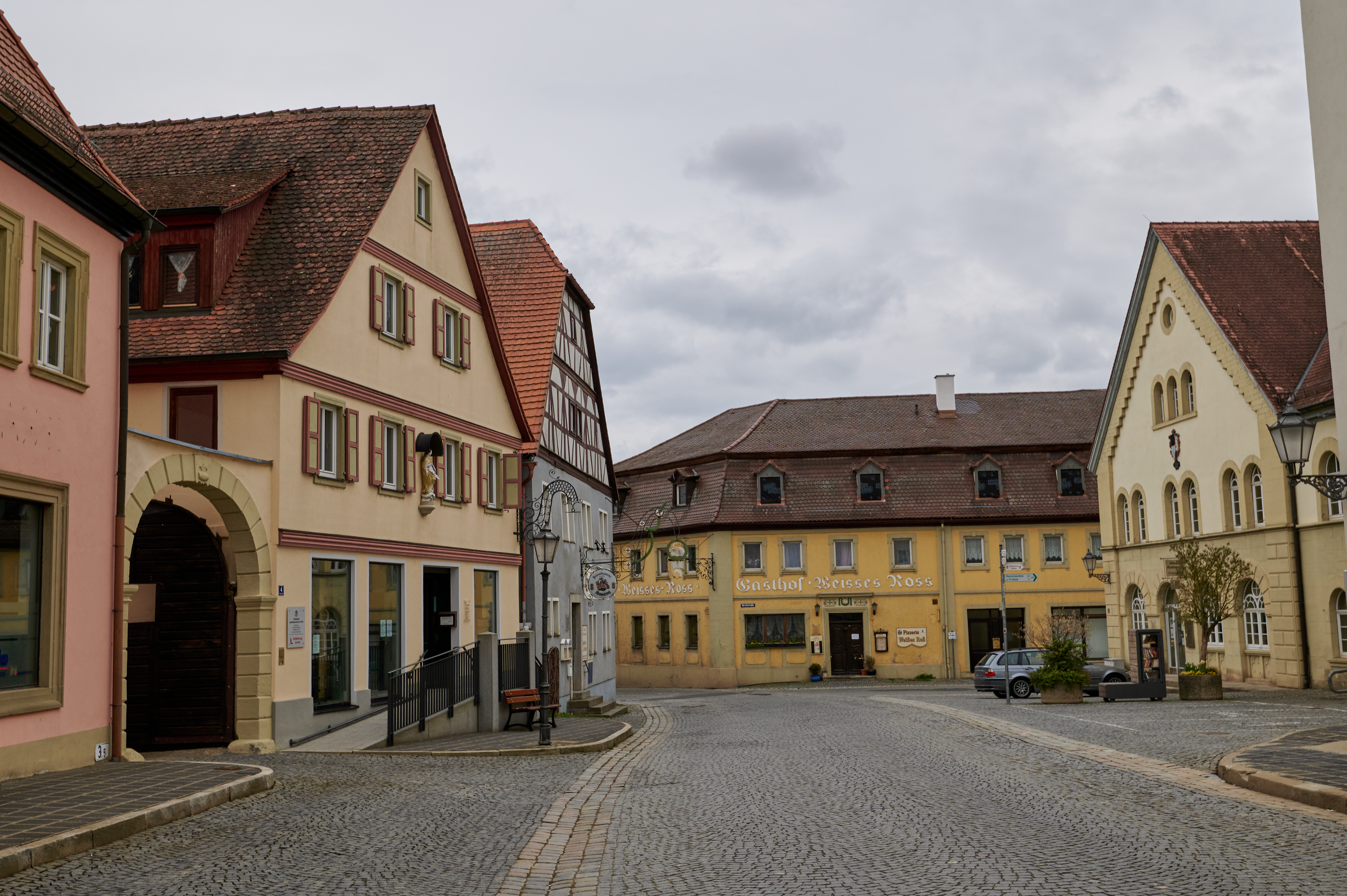
Hauptstraße, Südabschnitt, von Norden

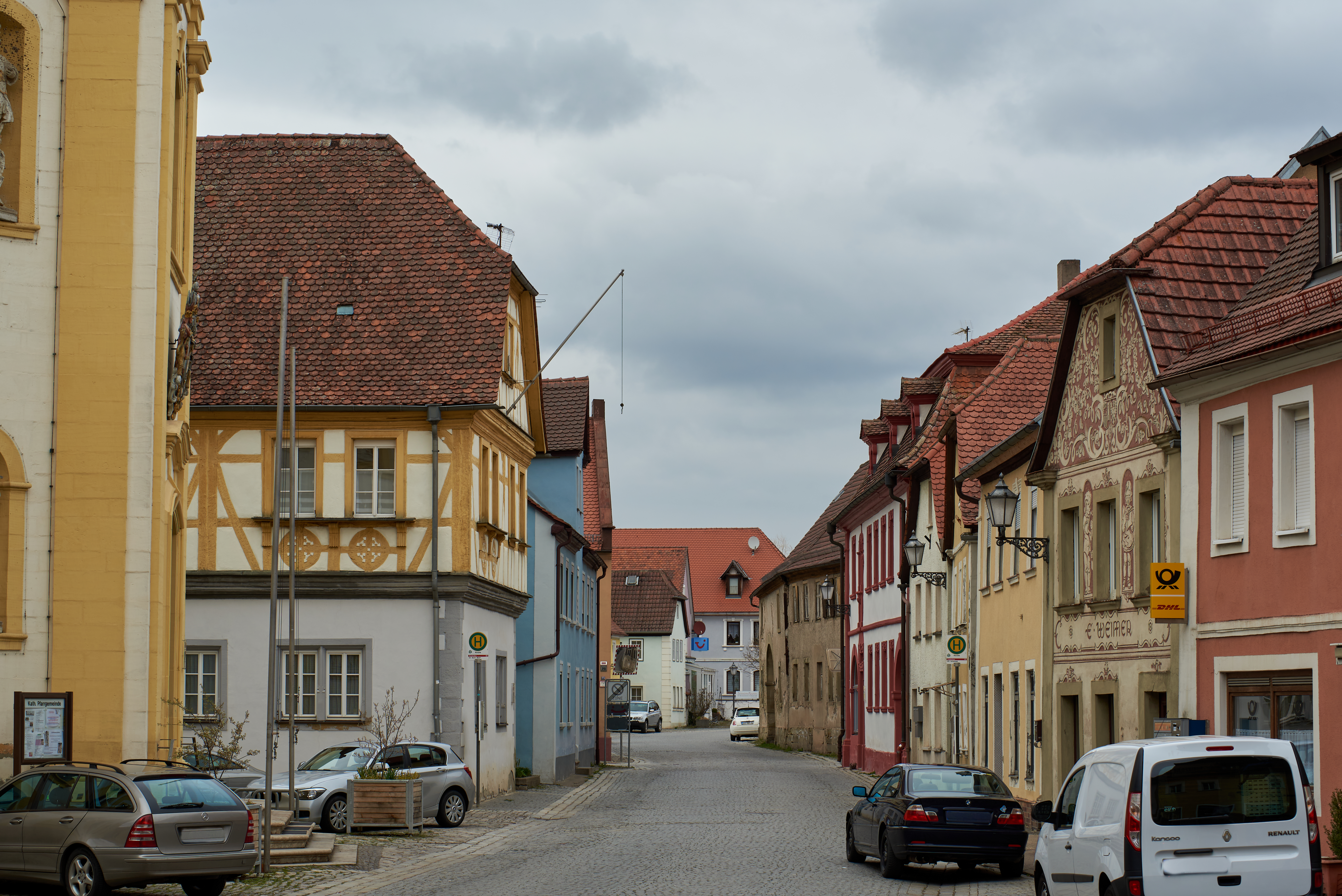
Kirchstraße, von Osten

Scheinfeld liegt in einer Talmulde der Scheine im Steigerwald, südwestlich unterhalb der Burg Schwarzenberg. Das Ensemble umfasst neben der Altstadt und dem Burgberg die Schwarzenberger Straße, eine Lindenallee, die als planmäßig im 17. Jh. angelegte Verbindungsachse den historischen Zusammenhang bis heute anschaulich widerspiegelt.
Scheinfeld wird in Quellen der Jahre 776/96 und 816 erstmals genannt. 1415 wurde Niederscheinfeld, wie man den Marktort seinerzeit nannte, Teil der Herrschaft Schwarzenberg und in diesem Zuge mit Gelnhäuser Stadtrecht ausgestattet. Erkinger von Seinsheim erwarb die Burganlage 1405/11, nannte sich ab 1433 nach Schwarzenberg und wurde so zum Stammvater des 1429 in den Reichsfreiherrenstand aufgestiegenen Adelsgeschlechts. Nach einem Brand 1607 wurde die im Kern ins 12. Jh. datierende Burg unter der Leitung des Augsburger Stadtbaumeisters Elias Holl weitreichend umgestaltet. 1669 entstand der Nordflügel, und anlässlich der Erhebung in den Reichsfürstenstand ließ man 1671 Befestigungsanlagen sowie den sog. Schwarzen Turm errichten. Er ist das Wahrzeichen der Anlage und dominiert auch das Stadtbild von Scheinfeld. Die Altstadt von Scheinfeld umgab bereits seit dem ersten Viertel des 15. Jh. ein kreisförmiger Befestigungsring mit drei Toren, Graben und Wall. Vom Oberen Tor und dem sog. Hebammenturm abgesehen, legte man diesen im 19. Jh. zwar weitgehend nieder; der ursprüngliche Verlauf der Stadtmauer aber ist im Verlauf von Bogenstraße, Lange Gasse sowie Innerer Wachgasse und Herzoggäßchen bis heute sehr gut nachzuvollziehen. Gleiches gilt für den ehem. Graben, dessen Freifläche spätestens seit dem frühen 19. Jh. Nutzgärten strukturieren, sowie für den ehem. Wall. Als äußerster Bestandteil der Befestigung folgte er einst auf den Graben und ist in der Wachgasse bis heute überliefert, die als schmaler Fußweg die Altstadt mit einem Abstand von circa 15 m vollständig umzieht. Die hohen Bruchsteinmauern im Bereich des westlichen Herzoggäßchens, die die nördlich angrenzenden Grundstücke von Würzburger Straße und Hauptstraße rückwärtig beschließen, zeigen, dass die Stadtmauer zumindest im Südwesten eine zweite, innere Mauer begleitete. Es handelte sich hier einerseits um die Feldseite der Stadt, in deren Rücken sich schützend die Burg erhebt, andererseits um die mitunter stattlichsten Grundstücke innerhalb der Mauern, mithin die vermögendsten Bürger Scheinfelds.
Die sternförmige Binnenstruktur der Altstadt resultiert aus den breiten Straßenräumen der beim Rathaus zusammentreffenden Kirchstraße, Würzburger Straße und Hauptstraße. Diese Anlage ist insbesondere für die Stadtbaukunst des 15. Jh. charakteristisch und in Scheinfeld in hoher baulicher Geschlossenheit erhalten. Darunter hat die vom Oberen Tor kommende, gerade geführte Hauptstraße marktartigen Charakter. Auf tiefen Grundstücken säumen sie, dicht gedrängt, zweigeschossige, zumeist giebelständige Fachwerkhäuser des 17./18. Jh.; ihre Fassaden sind bisweilen verputzt, die Dachlandschaft ist mit Sattel-, Mansard-, Halbwalm- und Walmdächern reich differenziert. An der Westseite der Kirchstraße erhebt sich inmitten einer platzartigen Ausweitung die 1766/67 nach einem Entwurf von Joh. Philipp Geigel anstelle eines spätgotischen Vorgängerbaus neu errichtete kath. Stadtpfarrkirche Mariae Himmelfahrt. Der Chor weist nach Westen, sodass die geschweifte Fassade mit gerundeten Ecken und vorspringendem Eingangsturm das Straßenbild beherrscht. Als einziger Monumentalbau innerhalb der ehem. Mauern ist sie bereits aus der Ferne gut zu erkennen und prägt das Bild der Altstadt entscheidend. Spätestens mit dem Bau der Kapelle St. Jodok 1605/06 wurde der bis dato die Stadtpfarrkirche umgebende Friedhof vor die Tore verlegt. Die Kirchstraße kennzeichnet eine Flucht bemerkenswert gut erhaltener, zum Teil reich dekorierter Bürgerhäuser, zweigeschossige, verputzte Fachwerkbauten des 18./19. Jh. Die im Westen und Osten anschließenden, kleinteiligen Strukturen lassen auf den sozial niedrigeren Stand der einstigen Bewohner schließen; in der Bogenstraße, wo sich seit 1651 eine Synagoge befand (1938 niedergebrannt), wohnten die Juden. Östlich außerhalb der Stadtmauer legte man im Spätmittelalter zur Versorgung der Feuerlöschbrunnen den großen Stadtsee an. Er erstreckte sich ursprünglich bis zur Schwarzenberger Straße, die hier beim Oberen Tor in die Hauptstraße mündet. Die Altstadt und Schloss Schwarzenberg optisch wie städtebaulich verbindende, ursprünglich vierzeilig bepflanzte Lindenallee war zentraler Bestandteil der Umformung der mittelalterlichen Burg zum fürstlichen Residenzschloss und stellt daher ein bedeutendes Zeugnis der Straßenbaukunst und Landschaftsgestaltung im Bayern des 17. Jh. dar. Im südlichen Abschnitt säumen sie seit um 1800 traufseitige, zweigeschossige Satteldachbauten im Stil des Klassizismus, ursprünglich Verwaltungsbauten bzw. Beamtenhäuser. Ab der zweiten Hälfte des 19. Jh. setzte man die Bebauung gen Norden mit historistischen Villen und Gartenwohnhäusern fort, dazu kamen 1903 das ehem. Amtsgericht und das ehem. Gefängnis. Die Gebäude sind von der Straße deutlich zurückgesetzt und ordnen sich so dem barocken Straßenraum unter. Die Lindenbepflanzung beginnt auf der Höhe Schwarzenberger Straße 21 und 22a. Aktennummer: E-5-75-161-1.

## Stadtbefestigung
Die ehemalige Stadtbefestigung war einst eine dreitorige Anlage mit Bruchsteinmauerwerk, die wohl nach 1415 errichtet worden war. Sie wurde bis auf Oberen Turm, Hebammenturm und wenige kurze Mauerabschnitte im 19. Jahrhundert geschleift. Die heutige Wachgasse entspricht dem einstigen Mauerverlauf im Süden. Der Graben, im südöstlichen
Bereich zwischen Herzoggäßchen und Wachgasse (Herzoggäßchen 11, 15 bis Wachgasse 4), ist gut erhalten. Aktennummer: D-5-75-161-1.

| Lage                           | Objekt                                           | Beschreibung | Akten-Nr.              | Bild           |
| ------------------------------ | ------------------------------------------------ | --- | ---------------------- | -------------- |
| Bogenstraße 10 (Standort)      | Stadtmauer                                       | Nordostwand des Hauses | D-5-75-161-7           | BW             |
| Hauptstraße 27 (Standort)      | Oberer Torturm                                   | Quadratischer Grundriss, aus unregelmäßigen Quadermauerwerk mit leicht spitzbogiger Durchfahrt, niedrigem Fachwerkobergeschoss, Zeltdach und Laterne, wohl nach 1462, Umbau u. a. mit Fachwerkgeschoss 1605/06 | D-5-75-161-24          | weitere Bilder |
| Lange Gasse 29 (Standort)      | Reste eines Wehrturm                             | Gebäude vermutlich im Kern ehemaliger Wehrturm | D-5-75-161-1 zugehörig | BW             |
| Herzoggäßchen 15 (Standort)    | Wehrturm, sogenannter Hebammen- oder Krankenturm | Zweigeschossig mit Fachwerkobergeschoss, Walmdach, gekoppelten Rundbogenportal, gleichzeitig, Veränderungen im 18/19. Jh.                                                                                      | D-5-75-161-1 zugehörig | weitere Bilder |
| Würzburger Straße 9 (Standort) | Stadtmauer                                       | Reste der Ringmauer | D-5-75-161-1 zugehörig | weitere Bilder |

## Baudenkmäler nach Gemeindeteilen

### Scheinfeld
| Lage                                                                 | Objekt | Beschreibung | Akten-Nr.               | Bild                    |
| -------------------------------------------------------------------- | --- | --- | ----------------------- | ----------------------- |
| Schwarzenberger Straße 12 (Standort)                                 | Ehemaliges Färberanwesen, ab 1872 Landgericht                                                                                       | Zweigeschossiger Massivbau mit Mansardwalmdach, Eckpilastern, Gurtgesims, geohrten Fensterrahmungen und Brüstungsfeldern, im Kern um 1800, erweitert und umgebaut durch den königlichen Baubeamten Alphons Kohler, 1871/72 | D-5-75-161-70           | weitere Bilder          |
| Adi-Dassler-Straße 1, Schwarzenberger Straße 12 (Standort)           | Gefängnis und Polizeistation | rückwärtig angebaut, dreigeschossiger Walmdachbau mit Eckvorlagen und Rahmungen aus Haustein, von Alphons Kohler, gleichzeitig | D-5-75-161-70 zugehörig | weitere Bilder          |
| Adi-Dassler-Straße 3 (Standort)                                      | Katholische Friedhofskapelle St. Jodok                                                                                              | Eingeschossiger Saalbau mit Satteldach, Dachreiter mit hohem Pyramidendach, polygonalem Chorschluss und Spitzbogenfenstern 1605/06, repariert und erneuert 1821/22; mit Ausstattung | D-5-75-161-5            | weitere Bilder          |
| Adi-Dassler-Straße 3 (Standort)                                      | Friedhofsmauer | Sandsteinmauerwerk, 1605/06, erneuert und erweitert 1670, 1836 | D-5-75-161-5            | weitere Bilder          |
| Adi-Dassler-Straße 3 (Standort)                                      | Grabplatte | 18. Jahrhundert | D-5-75-161-5            | BW                      |
| Adi-Dassler-Straße 3 (Standort)                                      | Grabmal | Historistisch, bezeichnet „1887“ | D-5-75-161-5            | weitere Bilder          |
| Adi-Dassler-Straße 3 (Standort)                                      | Votivaltar | Sandstein, 1674 | D-5-75-161-5            | weitere Bilder          |
| Bergstraße, Kirchstraße bei der Abzweigung der Bergstraße (Standort) | Bildstock | 1736 | D-5-75-161-91           | weitere Bilder          |
| Bogenstraße 6 (Standort)                                             | Wohnhaus | Zweigeschossiger Traufseitbau mit einseitig abgewalmten Satteldach und Fachwerkobergeschoss, straßenseitig später unterfangen, Giebel mit Andreaskreuzen und profilierten Gesimsen, 18. Jahrhundert | D-5-75-161-6            | weitere Bilder          |
| Bogenstraße 10 (Standort)                                            | Ehemaliges Schäferhaus | Eingeschossiger traufständiger Satteldachbau, Nordostwand ist Teil der ehemals Stadtmauer, 1838 | D-5-75-161-7            | weitere Bilder          |
| Goethestraße, vor Nr. 2 (Standort)                                   | Wegkreuz | Holzkruzifix, farbig gefasst, 18./19. Jahrhundert | D-5-75-161-92           | weitere Bilder          |
| Hauptstraße 1 (Standort)                                             | Altes Rathaus | Zweigeschossiger, neuromanischer Quaderbau in Ecklage mit Satteldach und östlichem Anbau, Rundbogenfenster teils gekuppelt, an Südwand erdgeschossig Quaderung, Ecklisenen mit Fortführung in Giebel, um 1860 | D-5-75-161-9            | weitere Bilder          |
| Hauptstraße 2 (Standort)                                             | Gasthaus zum Schwan | Zweigeschossiger Krüppelwalmdachbau mit zweigeschossigem Fachwerkgiebel mit Mannfiguren, verputztem Fachwerk der Traufseiten im Obergeschoss und stichbogigem Kellereingang, zweite Hälfte 16. Jahrhundert, Veränderungen im späteren 18. und 19. Jahrhundert, Wirtshausschild mit Blattgirlande und Schwan um 1780 | D-5-75-161-10           | weitere Bilder          |
| Hauptstraße 4 (Standort)                                             | Hausmadonna | Farbig gefasste Holzfigur auf Konsole, 18./19. Jahrhundert | D-5-75-161-11           | weitere Bilder          |
| Hauptstraße 4 (Standort)                                             | Hofeinfahrt | Mauer mit großer korbbogiger und genuteter Durchfahrt, Schlussstein bezeichnet „1753“ | D-5-75-161-11           | weitere Bilder          |
| Hauptstraße 5 (Standort)                                             | Gasthof Storch | Zweigeschossiger Satteldachbau mit reichem Fachwerkobergeschoss mit Mannfiguren und geschweiften Bügen, Zierfeldern mit Rosetten, Eckpfosten mit Schnitzerei, Feuerböcke und profilierten Gesimsen, erste Hälfte 18. Jahrhundert, zweiflüglige Eingangstür mit Schnitzerei, zweite Hälfte 18. Jahrhundert | D-5-75-161-12           | weitere Bilder          |
| Hauptstraße 5 (Standort)                                             | Gasthof Storch | Ausleger mit Storchfigur, 18. Jahrhundert | D-5-75-161-12           | weitere Bilder          |
| Hauptstraße 9 (Standort)                                             | Wohnhaus | Zweigeschossiger Satteldachbau mit Fachwerkobergeschoss mit Mannfiguren, Knaggen mit Augen und Zierfeldern, hausteingerahmte Tür mit Oberlicht, in Mittelachse Josephsfigur aus Holz in Nische, 17. Jahrhundert, Umbau bezeichnet „1784“ | D-5-75-161-13           | weitere Bilder          |
| Hauptstraße 11 (Standort)                                            | Wohnhaus | Zweigeschossiger, breit gelagerter Krüppelwalmdachbau mit Fachwerkgiebel mit profilierten Gesimsen, Feuerböcken, Mannfiguren und geschnitzten Eckpfosten, kleines Kruzifixrelief im Obergeschoss, 17. Jahrhundert | D-5-75-161-14           | weitere Bilder          |
| Hauptstraße 13 (Standort)                                            | Wohnhaus | Zweigeschossiges Mansarddachhaus mit geohrten und profilierten Fensterrahmungen, seitlich verputztes Fachwerk, 1716 | D-5-75-161-16           | weitere Bilder          |
| Hauptstraße 13 (Standort)                                            | Hofmauer | Mit korbbogiger Einfahrt mit Maskaron im Schlussstein und rundbogiger Fußgängerpforte, 18. Jahrhundert | D-5-75-161-16           | weitere Bilder          |
| Hauptstraße 17 (Standort)                                            | Gasthof Krone | Breit gelagertes, zweigeschossiges Satteldachhaus mit Fachwerkgiebel mit profilierten Gesimsen, Feuerböcken mit Augen und geschnitzten Eckpfosten, 17. Jahrhundert | D-5-75-161-18           | weitere Bilder          |
| Hauptstraße 17 (Standort)                                            | Gasthof Krone | Historisierendes Wirtshausschild mit Krone und Braustern, nach Plänen von Stadtpfarrer Heinrich Freiherr von Hausen 1912 | D-5-75-161-18           | weitere Bilder          |
| Hauptstraße 19 (Standort)                                            | Wohn- und Geschäftshaus | Zweigeschossiger Quaderbau mit Walmdach, Schleppgauben, hausteingerahmten Obergeschossfenstern, Ecklisenen und profiliertem Holztraufgesims, 18./19. Jahrhundert, Ladeneinbau um 1900 | D-5-75-161-19           | Wohn- und Geschäftshaus |
| Hauptstraße 20 (Standort)                                            | Wohnhaus | Zweigeschossiges schmales Satteldachhaus mit Schopf, massiv mit genuteten Eckpilastern, profilierten Gesimsen und stichbogigen Fenstern im Obergeschoss, erste Hälfte 19. Jahrhundert | D-5-75-161-20           | weitere Bilder          |
| Hauptstraße 22 (Standort)                                            | Wohnhaus | Zweigeschossiger Satteldachbau mit Schopf, seitlichem Fachwerk und profiliertem Dachgesims, erste Hälfte 19. Jahrhundert | D-5-75-161-22           | weitere Bilder          |
| Hauptstraße 25 (Standort)                                            | Wohn- und Geschäftshaus anstelle der ehemaligen Barbakane                                                                           | Zweigeschossiger Walmdachbau mit Zwerchhausrisalit und Runderker, korbbogigen Ladenfronten, Putzgliederung wie Ecklisenen und Rahmungen in Jugendstilformen, bezeichnet „1906“ | D-5-75-161-23           | weitere Bilder          |
| Hauptstraße 28 (Standort)                                            | Wohnhaus | Zweigeschossiger Satteldachbau mit Fachwerkobergeschoss | D-5-75-161-25           | weitere Bilder          |
| Kirchstraße 1, 3, 5 (Standort)                                       | Dreiteilige Baugruppe, Gasthof Weißes Roß (Nr. 1, südlich), Wohnhaus (Nr. 3) und ehemaliges Gasthaus Zum Hirschen (Nr. 5, nördlich) | Zusammengebaut und in der Fassade abgestimmt, frei stehend, zweigeschossiger Mansarddachbau mit Gaupen und Hausteingliederung mit Lisenen, Gurtgesims, Rahmungen und bei Nr. 1 mit Brüstungsfeldern, bezeichnet „1782“, Hausmadonna an Nordostecke, steinern, farbig gefasst, 1782 | D-5-75-161-27           | weitere Bilder          |
| Kirchstraße 2 (Standort)                                             | Wohnhaus | Zweigeschossiger Mansarddachbau mit Fledermausgaube, Ecklisenen, profilierten Traufgesims und geohrten Fensterrahmungen im Obergeschoss, 18. Jahrhundert | D-5-75-161-28           | weitere Bilder          |
| Kirchstraße 4 (Standort)                                             | Wohnhaus | Zweigeschossiger Satteldachbau in Ecklage mit Schleppgauben, Ecklisenen und profiliertem Gurt- und Traufgesims, 18. Jahrhundert | D-5-75-161-30           | weitere Bilder          |
| Kirchstraße 6 (Standort)                                             | Wohnhaus | Schmaler, zweigeschossiger Satteldachbau mit Schopf und Eckpilastern, 18. Jahrhundert, mit Kratzputzdekor, 1950–70 | D-5-75-161-32           | weitere Bilder          |
| Kirchstraße 7 (Standort)                                             | Wohnhaus | Zweigeschossiger Mansarddachbau mit Ecklisenen, profiliertem Traufgesims und Hausmadonna, 18. Jahrhundert | D-5-75-161-33           | weitere Bilder          |
| Kirchstraße 8 (Standort)                                             | Wohnhaus | Zweigeschossiger, traufständiger Satteldachbau mit Eckpilastern und mit Schlussstein gerahmten Fenstern, 18. Jahrhundert | D-5-75-161-34           | weitere Bilder          |
| Kirchstraße 10 (Standort)                                            | Wohnhaus | Zweigeschossiger, giebelständiger Satteldachbau mit Schopf, Eckpilastern, Gurtgesims, Hausteinrahmungen und profilierten Sohlbankgesimsen, 18. Jahrhundert | D-5-75-161-35           | weitere Bilder          |
| Kirchstraße 11 (Standort)                                            | Wohnhaus | Zweigeschossiger Satteldachbau in Ecklage, Fachwerkobergeschoss mit geschweiften Andreaskreuzen und profilierten Gesimsen, 18. Jahrhundert | D-5-75-161-36           | weitere Bilder          |
| Kirchstraße 12 (Standort)                                            | Wohnhaus | Zweigeschossiges, giebelständiges Satteldachhaus mit Schopf, frühes 19. Jahrhundert | D-5-75-161-37           | weitere Bilder          |
| Kirchstraße 13 (Standort)                                            | Ehemaliges Schulhaus | Dreigeschossiger Satteldachbau mit stichbogigen, profilierten Hausteinrahmungen und profilierten Traufgesims, 1848 | D-5-75-161-38           | weitere Bilder          |
| Kirchstraße 14 (Standort)                                            | Ehemaliges Schwarzenbergisches Spital                                                                                               | Zweiflügliger, zweigeschossiger Eckbau mit Mansarddach und geschweiften Gauben, Pilastern, Gurtgesims, geohrten, profilierten Rahmungen und Rundbögen, 18. Jahrhundert | D-5-75-161-39           | weitere Bilder          |
| Kirchstraße 15 (Standort)                                            | Wohnhaus | Eingeschossiges, giebelständiges Fachwerkhaus mit Satteldach, über älterem Kern, 18./19. Jahrhundert | D-5-75-161-40           | weitere Bilder          |
| Kirchstraße 16 (Standort)                                            | Bauernhof, Wohnhaus | Traufständiger zweigeschossiger Satteldachbau mit Fachwerkobergeschoss, Giebel unverputzt mit Zierfachwerk wie Feuerböcken, 16./17. Jahrhundert, Umbau 1755 | D-5-75-161-41           | weitere Bilder          |
| Kirchstraße 16 (Standort)                                            | Bauernhof, Austragshaus | Zweigeschossiger Satteldachbau, Fachwerk, Obergeschoss vorkragend, mit Kleintierstall und Holzlege im Erdgeschoss, 16.–18. Jahrhundert | D-5-75-161-41           | weitere Bilder          |
| Kirchstraße 16 (Standort)                                            | Bauernhof, Hofmauer | Bruchsteinmauerwerk mit korbbogiger Durchfahrt, 1755 | D-5-75-161-41           | weitere Bilder          |
| Kirchstraße 16 (Standort)                                            | Bauernhof, Scheune | In Fortführung an Wohnhaus angebaut, zweigeschossiger Quaderbau mit korbbogiger Einfahrt, bezeichnet „1847“ | D-5-75-161-41           | weitere Bilder          |
| Kirchstraße 17 (Standort)                                            | Katholische Stadtpfarrkirche Mariä Himmelfahrt                                                                                      | Gewestete Wandpfeilerkirche mit Einturmfassade und eingezogenem Chor, Gestaltung mit Lisenen, umlaufenden profilierten Kranzgesims und stichbogigen, profilierten Rahmungen mit Keilstein, Langhaus mit Satteldach und Hopfengauben, Einturmfassade mit Kolossalpilastern toskanischer Ordnung, vier Figurennischen mit Holzfiguren des Heiligen Georg, Nepomuk, Laurentius und Johannes des Täufers, Turm mit Welscher Haube flankiert von giebelartigen, geschwungenen Wandstücken mit Vasenaufsätzen, nach Plänen von Johann Philipp Geigel 1766–71 (Rohbau); mit Ausstattung (vollendet 1791) | D-5-75-161-42           | weitere Bilder          |
| Kirchstraße 19 (Standort)                                            | Katholisches Pfarrhaus, zuvor bis 1630 Bauernhaus                                                                                   | Zweigeschossiger Satteldachbau mit Schopf, in Ecklage, im Erdgeschoss Eckquaderung und profilierte Hausteinrahmungen, Fachwerkobergeschoss mit profiliertem, breiten Traufgesims, Mannfiguren und Scheibenkreuzen, um 1570/80, Umbauten um 1630, im 18. und 19. Jahrhundert; mit Ausstattung | D-5-75-161-44           | weitere Bilder          |
| Kirchstraße 19 (Standort)                                            | Gartentor | Profilierter Rundbogen aus Sandstein, bezeichnet „1596“, mit Türflügeln, hölzern mit schrägen Leisten und Bandelwerk auf Mittelpfosten, zweite Hälfte 18. Jahrhundert | D-5-75-161-44           | Gartentor               |
| Kirchstraße 31 (Standort)                                            | Wohnhaus | Zweigeschossiger, traufständiger Bau in Ecklage mit steilem Satteldach, verputztem Fachwerkobergeschoss und profilierten Traufgesims, frühes 19. Jahrhundert | D-5-75-161-46           | weitere Bilder          |
| Kirchstraße 32 (Standort)                                            | Wohnhaus | Zweigeschossiger Satteldachbau mit Zwerchhaus, stichbogigen Hausteinrahmungen, Ecklisenen, Gesimsband, Ornament und kleiner Hausmadonna in Nische, 1847 | D-5-75-161-47           | weitere Bilder          |
| Kirchstraße 33 (Standort)                                            | Scheune | Satteldachbau aus Fachwerk mit Andreaskreuzen, zurückgesetzte Lage, zweites Viertel 19. Jahrhundert | D-5-75-161-48           | BW                      |
| Kirchstraße 35 (Standort)                                            | Wohnhaus | Zweigeschossiger Satteldachbau mit Schopf, Eckpilastern, Gurt- und Traufgesims, unterschiedlich gerahmten Fenstern und kleiner Hausmadonna in Nische, älterer Kern, wohl 1904 | D-5-75-161-49           | weitere Bilder          |
| Kirchstraße 47 (Standort)                                            | Ehemaliges Wohnstallhaus | Zweigeschossiger, traufständiger Bau mit verputztem Fachwerkobergeschoss und Krüppelwalmdach, frühes 19. Jahrhundert | D-5-75-161-51           | weitere Bilder          |
| Lange Gasse 3 (Standort)                                             | Wohnhaus | Verputztes Fachwerkobergeschoss, Gliederung, Mansarddach, 1782 | D-5-75-161-53           | BW                      |
| Lange Gasse 6 (Standort)                                             | Wohnhaus | Schmaler, traufständiger Walmdachbau mit einseitiger, westlicher Mansarde, Fachwerkobergeschoss, Erdgeschoss aus Bruchsteinmauerwerk mit Eckvorlagen aus Quadern und Hausteinrahmungen, spätmittelalterlicher Kern, 18. Jahrhundert | D-5-75-161-56           | weitere Bilder          |
| Lange Gasse 12 (Standort)                                            | Wohnhaus | Zweigeschossiger Satteldachbau mit Fachwerkobergeschoss, Giebel mit reichem Zierfachwerk wie geschweiften Andreaskreuzen, Mannfiguren und profilierten Gesimsen, erste Hälfte 17. Jahrhundert | D-5-75-161-59           | weitere Bilder          |
| Lange Gasse 29 (Standort)                                            | Wohnhaus | Zweigeschossiger Walmdachbau mit verputztem Fachwerkobergeschoss, 18. Jahrhundert oder älter | D-5-75-161-61           | weitere Bilder          |
| Scheine (Standort)                                                   | Scheinebrücke mit Nepomukfigur | Nach Vorbild des 18. Jahrhunderts | D-5-75-161-90           | weitere Bilder          |
| Schillerstraße 7 (Standort)                                          | Wohnhaus | Dreiseitig freistehender, zweigeschossiger Mansarddachbau mit verputztem Fachwerkobergeschoss auf breiten profilierten Gurtgesims und Sandsteinrahmungen im Erdgeschoss, 18. Jahrhundert | D-5-75-161-64           | weitere Bilder          |
| Schillerstraße 26 (Standort)                                         | Wohnhaus | Zweigeschossiger Satteldachbau mit vorgelagertem zweigeschossigen kleinen Anbau mit Zeltdach, Fachwerkbau mit K-Streben, Feuerböcken, geschweiften Bändern, Rosetten und geschnitzten Eckpfosten, 18. Jahrhundert, teils älterer Kern | D-5-75-161-66           | weitere Bilder          |
| Schwarzenberger Straße 11 (Standort)                                 | Ehemaliges Rentamt | Zweigeschossiges klassizistisches Walmdachhaus mit Ecklisenen, Gurtgesims, Brüstungsfeldern, Rahmungen und Fensterläden | D-5-75-161-69           | weitere Bilder          |
| Schwarzenberger Straße 11 (Standort)                                 | Nebengebäude | Eingeschossiger Fachwerkbau mit Satteldach | D-5-75-161-69           | weitere Bilder          |
| Schwarzenberger Straße 13 (Standort)                                 | Ehemaliges Gasthaus Goldner Stern                                                                                                   | Zweigeschossiger, traufseitiger Satteldachbau mit Schmuckfeldern, stichbogigen Fenstern, Ecklisenen, profilierten Gurt- und Traufgesims, 1868 | D-5-75-161-71           | weitere Bilder          |
| Schwarzenberger Straße 16 (Standort)                                 | Wohnhaus | Zweigeschossiger, traufständiger, klassizistischer Massivbau mit schlichter Putzgliederung, Krüppelwalm und Tür mit floralen Ornamenten, um 1800 | D-5-75-161-72           | weitere Bilder          |
| Schwarzenberger Straße 25 (Standort)                                 | Villa | Zweigeschossiger Mansarddachbau mit angebautem Rundtürmchen und Pyramidendach, Erdgeschoss mit Sandsteinverblendung, Obergeschoss mit Klinker, Rahmungen, bossierte Eckquader ebenfalls Sandstein, Zwerchhäuser mit Schopf und Fluggespärre oder Fachwerk, 1906 | D-5-75-161-73           | weitere Bilder          |
| Schwarzenberger Straße 26 (Standort)                                 | Ehemaliges Amtsgericht | Stattlicher dreigeschossiger, neobarocker Mansarddachbau, Treppenhaus erhöht mit Zwerchhaustürmchen und Zwiebelhaube, ädikulaähnliche Türrahmung, profilierte Gesimse, genutete Ecklisenen, geohrte und teils verdachte Fensterrahmungen, 1903 | D-5-75-161-74           | weitere Bilder          |
| Schwarzenberger Straße 26 (Standort)                                 | Ehemaliges Amtsgericht, Einfriedung                                                                                                 | Rundbogige Toreinfahrt und Toreingang mit schmiedeeisernem Ornamentgitter, gleichzeitig | D-5-75-161-74           | weitere Bilder          |
| Schwarzenberger Straße 28 (Standort)                                 | Ehemaliges Gefängnis | Zweigeschossiger Mansardwalmdachbau mit geohrten Fensterrahmungen und Gurt- und Traufgesims, um 1903 | D-5-75-161-75           | weitere Bilder          |
| Schwarzenberger Straße 28 (Standort)                                 | Hofmauer | Hohe Mauer mit Rundbogentor, vorgelagert Einfriedung mit schmiedeeisernem Zaun, rundbogigen Durchgang und Tor, um 1903, Einfriedung baugleich zu Schwarzenberger Str. 26 | D-5-75-161-75           | weitere Bilder          |
| Schwarzenberger Straße, vor Nr. 35 (Standort)                        | Katholische Kapelle St. Sebastian                                                                                                   | Rechteckiger kleiner Satteldachbau aus verputztem Bruchstein, tempelartige klassizistische Fassade mit Eckpilastern, profiliertem Gesims und Giebeldreieck, florale Elemente, von Johann Schmidt 1842 errichtet für Sebastiansrelief von 1677; mit Ausstattung | D-5-75-161-76           | weitere Bilder          |
| Stadtmühlweg 3 (Standort)                                            | Ehemalige Stadtmühle, Dreiflügelanlage, ehemaliges Mühlengebäude                                                                    | Massiver zweigeschossiger Walmdachbau mit geohrten Hausteinrahmungen, 18. Jahrhundert | D-5-75-161-50           | weitere Bilder          |
| Stadtmühlweg 3 (Standort)                                            | Ehemalige Stadtmühle, Wohnnebengebäude                                                                                              | Zweigeschossiger giebelständiger Satteldachbau, 1829 | D-5-75-161-50           | weitere Bilder          |
| Südring 1, Adi-Dassler-Straße 2 (Standort)                           | Ehemaliges Gasthaus Schwarzenberger Bräustübl, jetzt Raiffeisenbank                                                                 | Zweigeschossiger Walmdachbau in Ecklage mit ursprünglich L-förmigen Grundriss, schlichte Gliederung von Gurtgesimsbändern, Eckpilastern und Fensterrahmungen, erste Hälfte 19. Jahrhundert | D-5-75-161-3            | weitere Bilder          |
| Würzburger Straße 1 (Standort)                                       | Wohnhaus | Zweigeschossiges Satteldachhaus in Ecklage mit Fachwerkgiebel mit Zierfachwerk wie Feuerböcken, Mannfiguren, geschleiften Bändern und profilierten Gesimsen, Erdgeschoss mit geohrten Fensterrahmungen, 18. Jahrhundert | D-5-75-161-80           | weitere Bilder          |
| Würzburger Straße 2 (Standort)                                       | Wohnhaus | Zweigeschossiger Mansarddachbau mit schlichten Rahmungen, Tür mit Oberlicht und profiliertem Traufgesims, 18. Jahrhundert | D-5-75-161-81           | weitere Bilder          |
| Würzburger Straße 3 (Standort)                                       | Wohnhaus | Zweigeschossiger Walmdachbau mit Fachwerkobergeschoss mit traufseitigen Andreaskreuzen, zweite Hälfte 18. Jahrhundert | D-5-75-161-82           | weitere Bilder          |
| Würzburger Straße 3 (Standort)                                       | Scheune | Rückliegend, Fachwerkbau mit Satteldach, wohl 17. Jahrhundert | D-5-75-161-82           | weitere Bilder          |
| Würzburger Straße 3 (Standort)                                       | Stützenhalle | Zweigeschossiger Walmdachbau im Erdgeschoss offen, 18. Jahrhundert | D-5-75-161-84           | weitere Bilder          |
| Würzburger Straße 4 (Standort)                                       | Wohnhaus | Zweigeschossiges Mansarddachhaus mit Schleppgauben, profilierten geohrten Rahmungen und Eckvorlagen, bezeichnet „1762“ | D-5-75-161-83           | weitere Bilder          |
| Würzburger Straße 5 (Standort)                                       | Wohnhaus | Zweigeschossiges traufständiges Mansardwalmdachhaus mit Fachwerkobergeschoss und Gauben, 18. Jahrhundert | D-5-75-161-84           | weitere Bilder          |
| Würzburger Straße 6 (Standort)                                       | Wohnhaus | Zweigeschossiger, zurückgesetzter Mansarddachbau mit schlichter Putzgliederung mit Ecklisenen, Gurtgesimsband, Fensterrahmungen im Obergeschoss mit Keilstein, 1792 | D-5-75-161-85           | weitere Bilder          |
| Würzburger Straße 13 (Standort)                                      | Wohnhaus | Massivbau mit Satteldach, um 1870 | D-5-75-161-88           | weitere Bilder          |
| Würzburger Straße 15 (Standort)                                      | Wohnhaus | Zweigeschossiger, traufständiger, geschlämmter Quaderbau mit Satteldach, Eckpilastern, profilierten Trauf- und Sohlbankgesims, Rahmungen teils auf Konsolen | D-5-75-161-89           | weitere Bilder          |
| Würzburger Straße 15 (Standort)                                      | Nebengebäude | Eingeschossiger geschlämmter Quaderbau mit Satteldachbau; um 1870 | D-5-75-161-89           | BW                      |

### Burgambach
| Lage                    | Objekt                   | Beschreibung | Akten-Nr.     | Bild           |
| ----------------------- | ------------------------ | --- | ------------- | -------------- |
| Burgambach 3 (Standort) | Ehemaliges Wohnstallhaus | Eingeschossiger Satteldachbau, Fachwerk, westlicher Teil massiv, Ende 18. Jahrhundert | D-5-75-161-93 | weitere Bilder |
| Burgambach 7 (Standort) | Gasthaus Löwe            | Zweigeschossiger Walmdachbau mit Hechtgaube, verputztem Fachwerkobergeschoss, bandförmiges Gurtgesims, Eckvorlagen und Rahmungen aus Haustein, bezeichnet „1818“                                 | D-5-75-161-94 | weitere Bilder |
| Burgambach 8 (Standort) | Ehemaliges Wohnstallhaus | Zweigeschossiger Satteldachbau mit Fachwerkobergeschoss mit K-Streben, auf Steinquadersockel mit straßenseitig segmentbogenförmigem Kellereingang, Westteil nur eingeschossig, bezeichnet „1706“ | D-5-75-161-95 | weitere Bilder |

### Erlabronn
| Lage                                                                | Objekt                                | Beschreibung | Akten-Nr.      | Bild           |
| ------------------------------------------------------------------- | ------------------------------------- | --- | -------------- | -------------- |
| Oberscheinfelder Höhe, an der Straße nach Oberscheinfeld (Standort) | Bildstock                             | Auf profiliertem Sockel schmaler Schaft mit Aufsatz, darin Pieta Relief flankiert von Voluten, geschweifter Abschluss nach oben, bezeichnet „1850“ | D-5-75-161-100 | weitere Bilder |
| Erlabronn 37 (Standort)                                             | Gut Erlabronn                         | Vierflüglige offene Anlage, ein- bis zweigeschossige Satteldachbauten mit Sandsteinquadermauerwerk und Fachwerkobergeschoss aus Gitterfachwerk mit Andreaskreuzen, am Südflügel breiter Rundturm, Speicherbau im Kern 17. Jahrhundert, zum Gutshof in Formen des Heimatstils um- und ausgebaut nach Plänen von Hecker 1935–37                                 | D-5-75-161-99  | weitere Bilder |
| Erlabronn 37 (Standort)                                             | Gut Erlabronn, Eckturm                | Quadratischer Turmstumpf, 17. Jahrhundert, mit Zeltdach und profiliertem hölzernem Traufgesims, 18. Jahrhundert | D-5-75-161-99  | weitere Bilder |
| Erlabronn 37 (Standort)                                             | Gut Erlabronn, Hofmauer               | Aus Sandsteinquadern im Südosten erhalten, wohl 1935–37 | D-5-75-161-99  | weitere Bilder |
| Erlabronn 38 (Standort)                                             | Katholische Filialkirche Heilig Kreuz | Saalbau mit Halbwalmdach, eingezogenem Chor mit halbrundem Abschluss und Dachreiter mit Zwiebelhaube, repräsentative Südfassade mit Volutengiebel, profiliertem Kranzgesims, Rundbogennischen, Hausteinrahmungen und Eckpilastern, Baumeister David Nähr und Hans Adam Rüger, 1766–67, Sakristeianbau im Osten mit Pultdach, 19. Jahrhundert; mit Ausstattung | D-5-75-161-98  | weitere Bilder |

### Grappertshofen
| Lage                                             | Objekt              | Beschreibung | Akten-Nr.      | Bild           |
| ------------------------------------------------ | ------------------- | --- | -------------- | -------------- |
| Grappertshofen 1 (Standort)                      | Katholische Kapelle | Eingeschossiger Halbwalmdachbau mit Lisenen, Eckpilastern, Oculi, Stichbogenfenstern, Hausteinrahmungen und oktogonalem Dachreiter mit Zwiebelhaube, bezeichnet „1825“ | D-5-75-161-102 | weitere Bilder |
| Rumpelsgraben; am Weg nach Hohlweiler (Standort) | Bildstock           | Sandsteinaufsatz mit geschweiftem Abschluss, östlich Relief der Marienkrönung, westlich der Vierzehn Nothelfer, bezeichnet „1842“, Schaft erneuert                     | D-5-75-161-103 | weitere Bilder |

### Hohlweiler
| Lage                                                                      | Objekt                  | Beschreibung | Akten-Nr.      | Bild           |
| ------------------------------------------------------------------------- | ----------------------- | --- | -------------- | -------------- |
| Nähe Nürnberger Straße; westlich an der Straße nach Scheinfeld (Standort) | Bildstock               | Konkaver Vierkantsockel, darüber erneuerter Schaft, Aufsatz stark verwittert ehemals mit Relief der Dreifaltigkeit und Kreuzigung, 18. Jahrhundert | D-5-75-161-105 | weitere Bilder |
| Scheine (Standort)                                                        | Brücke über die Scheine | Einbogig aus Steinquadern, bezeichnet 1741, niedrige, abgedachte Brüstung, zur Mitte hin höher werdend, wohl 19. Jahrhundert                       | D-5-75-161-104 | weitere Bilder |
| an der Straße Scheinfeld-Markt Bibart ()                                  | Grenzstein              | 18. Jahrhundert; nicht nachqualifiziert, im Bayerischen Denkmaltlas nicht kartiert                                                                 | D-5-75-161-106 |                |

### Klosterdorf
| Lage                      | Objekt                                         | Beschreibung | Akten-Nr.      | Bild                                           |
| ------------------------- | ---------------------------------------------- | --- | -------------- | ---------------------------------------------- |
| Klosterdorf 1 (Standort)  | Katholische Klosterkirche Mariae Geburt        | Tonnengewölbte Wandpfeilerkirche mit Chorpolygon auf niedrigem Sockel mit profilierten Hausteinrahmungen und Satteldach, darauf Dachreiter mit Zwiebelhaube, Westfassade mit Nischen für Figuren des Heiligen Franz und Christus, nach Plänen von Balthasar Neumann, 1732–35; mit Ausstattung | D-5-75-161-108 | weitere Bilder                                 |
| Klosterdorf 1 (Standort)  | Gnadenkapelle Mariahilf                        | Niedrigerer Bau mit polygonalem Abschluss, Mansardwalmdach und Dachreiter mit Zwiebelhaube, Putzgliederung durch Rahmenblenden und profiliertes Gesims, 1743–46; mit Ausstattung | D-5-75-161-108 | weitere Bilder                                 |
| Klosterdorf 1 (Standort)  | Franziskaner-Minoriten-Kloster, Gartenhäuschen | Eingeschossiger Fachwerkbau, 18./19. Jahrhundert | D-5-75-161-108 | Franziskaner-Minoriten-Kloster, Gartenhäuschen |
| Klosterdorf 1 (Standort)  | Franziskaner-Minoriten-Kloster, Gartenhäuschen | Eingeschossiger Fachwerkbau, 18./19. Jahrhundert | D-5-75-161-108 | Franziskaner-Minoriten-Kloster, Gartenhäuschen |
| Klosterdorf 1 (Standort)  | Franziskaner-Minoriten-Kloster, Klostermauer   | Aus Bruchsteinmauerwerk | D-5-75-161-108 | Franziskaner-Minoriten-Kloster, Klostermauer   |
| Klosterdorf 18 (Standort) | Wohnhaus                                       | Ehemaliges Kapellenwirtshaus, tonnengewölbter Keller des 17. Jahrhunderts | D-5-75-161-109 | Wohnhaus                                       |
| Klosterweg (Standort)     | Brücke über den Kaltbach                       | Einbogiger Quaderbau ohne Brüstung, Mitte 19. Jahrhundert | D-5-75-161-101 | Brücke über den Kaltbach                       |

### Kornhöfstadt
| Lage                                                         | Objekt                                                   | Beschreibung | Akten-Nr.      | Bild                                      |
| ------------------------------------------------------------ | -------------------------------------------------------- | --- | -------------- | ----------------------------------------- |
| Lichtstangenäcker, an der Straße nach Klosterdorf (Standort) | Bildstock                                                | Sandstein, auf hohem Sockel, Pfeiler mit Hängeblütenornament, Aufsatz schließt flachbogig mit seitlichen Voluten, Reliefbild modern, bezeichnet „1757“ | D-5-75-161-114 | BW                                        |
| Kornhöfstadt 61, 83, 84 (Standort)                           | Wirtschaftshof, sogenannte Kornhöfe                      | Zweigeschossige Satteldachbauten des 17. Jahrhunderts | D-5-75-161-113 | BW                                        |
| Kornhöfstadt 61 (Standort)                                   | Ehemaliges Ökonomiegebäude, später Gasthaus zum Hirschen | Traufständiger Massivbau, östlicher Anbau aus Steinquadern, 1925 | D-5-75-161-113 | weitere Bilder                            |
| Kornhöfstadt 83 (Standort)                                   | Wirtschaftshof, vermutlich einst Marstall                | Traufständiger Massivbau mit rundbogiger Toreinfahrt | D-5-75-161-113 | Wirtschaftshof, vermutlich einst Marstall |
| Kornhöfstadt 84 (Standort)                                   | Wirtschaftshof, Wohnhaus, war ab 1818 Schule             | Giebelständig mit Eckquaderung und Fachwerkobergeschoss mit Fußstreben und geschweiften Andreaskreuzen | D-5-75-161-113 | BW                                        |
| Kornhöfstadt 97 (Standort)                                   | Pfarrhaus                                                | Zweigeschossiger Quaderbau mit Walmdach, nordöstlichem Zwerchhausrisalit und kleiner rundbogigen Vorhalle, 1932 | D-5-75-161-111 | weitere Bilder                            |
| Kornhöfstadt 98 (Standort)                                   | Katholische Kuratiekirche St. Margaretha                 | Zweigeschossiger neoromanischer Saalbau aus Sandsteinquadern, mit eingezogenem Altarraum, Walmdach, viergeschossigem Turm mit Zeltdach an Nordostecke, daran anschließender eingeschossiger Sakristeianbau, an West- und Südseite breite, hohe Außentreppen, von O. Schulze 1932; mit Ausstattung | D-5-75-161-110 | weitere Bilder                            |
| Marter; an der Steinachquelle ()                             | Marter                                                   | 1883; nicht nachqualifiziert, im Bayerischen Denkmalatlas nicht kartiert | D-5-75-161-116 |                                           |

### Neuses
| Lage                                                         | Objekt                        | Beschreibung | Akten-Nr.      | Bild           |
| ------------------------------------------------------------ | ----------------------------- | --- | -------------- | -------------- |
| Großer Kessel, am Weg nach Kornhöfstadt (Standort)           | Bildstock                     | Auf quadratischem Postament schmaler Pfeiler mit volutenflankiertem Aufsatz, darin Relief der Pieta und rückseitig der Kreuzigung, erste Hälfte 19. Jahrhundert                                       | D-5-75-161-118 | weitere Bilder |
| In Neuses (Standort)                                         | Katholische Kapelle St. Maria | Eingeschossiger Halbwalmdachbau, darauf Dachreiter mit Zeltdach, Eckvorlagen und rundbogige Wandöffnungen aus Haustein, Westgiebel mit gestuften Blendrahmen,1861, bezeichnet „1862“; mit Ausstattung | D-5-75-161-117 | weitere Bilder |
| In Neuses, an der Kapelle (Standort)                         | Kruzifix                      | Figur farbig gefasst aus Metall, Mitte 19. Jahrhundert | D-5-75-161-119 | Kruzifix       |
| Kreisstraße NEA 9, an der Straße nach Zeisenbronn (Standort) | Kruzifix                      | Auf Postament quadratischer sich nach oben verjüngender Steinpfeiler, Teil eines früheren Bildstockes, bezeichnet „1859“, Querbalken später, Eisenkruzifix, um 1900                                   | D-5-75-161-120 | weitere Bilder |

### Oberlaimbach
| Lage                       | Objekt                                                 | Beschreibung | Akten-Nr.      | Bild           |
| -------------------------- | ------------------------------------------------------ | --- | -------------- | -------------- |
| Oberlaimbach 10 (Standort) | Ehemaliges Wohnstallhaus                               | Zweigeschossiger Walmdachbau mit verputztem Fachwerkobergeschoss, erste Hälfte 18. Jahrhundert | D-5-75-161-122 | weitere Bilder |
| Oberlaimbach 13 (Standort) | Gasthaus Adler                                         | Traufständiger, breit gelagerter, zweigeschossiger Schopfwalmdachbau mit verputztem Fachwerkobergeschoss, um 1760                                                                                              | D-5-75-161-123 | weitere Bilder |
| Oberlaimbach 15 (Standort) | Pfarrhaus                                              | Zweigeschossiger massiver Walmdachbau mit profiliertem Traufgesims, bezeichnet „1799“ | D-5-75-161-124 | weitere Bilder |
| Oberlaimbach 19 (Standort) | Evangelisch-lutherische Pfarrkirche St. Peter und Paul | Eingeschossiger Saalbau darüber Halbwalmdach, mit leicht eingezogenem Polygonalchor, 15. Jahrhundert, Langhaus 1729–31, quadratischer Turm an Nordostseite mit Spitzhelm und Gurtgesims, 1729; mit Ausstattung | D-5-75-161-121 | weitere Bilder |
| Oberlaimbach 19 (Standort) | Kirchhofmauer                                          | Massiv | D-5-75-161-121 | weitere Bilder |

### Schnodsenbach
| Lage                        | Objekt                                                           | Beschreibung | Akten-Nr.      | Bild           |
| --------------------------- | ---------------------------------------------------------------- | --- | -------------- | -------------- |
| Schnodsenbach 37 (Standort) | Ehemalige Synagoge, als Teil eines Wohnhauses, seit 1899 Scheune | Zweigeschossiger Walmdachbau aus Bruchsteinmauerwerk mit Eckquadern und Hausteinrahmungen, erste Hälfte 19. Jahrhundert, Umbau zu Scheune mit Tor und Fachwerkwand, bezeichnet „1899“ | D-5-75-161-135 | BW             |
| Schnodsenbach 50 (Standort) | Satteldachhaus                                                   | Mit Fachwerkobergeschoss, 17./18. Jahrhundert | D-5-75-161-129 | Satteldachhaus |
| Schnodsenbach 52 (Standort) | Wirtshausschild                                                  | 18./19. Jahrhundert | D-5-75-161-127 | weitere Bilder |
| Schnodsenbach 56 (Standort) | Ehemaliges Schloss, Hauptbau                                     | Dreigeschossiger Walmdachbau aus verputztem Bruchsteinmauerwerk mit hölzernem Traufgesims und Hausteinrahmungen, an Nordseite polygonaler Treppenturm mit Pyramidendach, im Kern 14./15. Jahrhundert, innerhalb der Jahre 1558–81                                                                                             | D-5-75-161-126 | weitere Bilder |
| Schnodsenbach 54 (Standort) | Ehemaliges Schloss, westlicher Flügelbau                         | Zweigeschossiger Walmdachbau aus verputztem Bruchsteinmauerwerk, zweite Hälfte 18. Jahrhundert | D-5-75-161-126 | BW             |
| Schnodsenbach 58 (Standort) | Ehemaliges Schloss, östlicher Flügelbau                          | Zweigeschossiger Walmdachbau aus verputztem Bruchsteinmauerwerk, mit korbbogiger Durchfahrt, zweite Hälfte 18. Jahrhundert | D-5-75-161-126 | BW             |
| Schnodsenbach 55 (Standort) | Gasthaus zum Roß                                                 | Zweigeschossiger Mansarddachbau mit verputztem Fachwerkobergeschoss und schmiedeeisernem Wirtshausschild, um 1800 | D-5-75-161-131 | weitere Bilder |
| Schnodsenbach 57 (Standort) | Zweigeschossiges Walmdachhaus                                    | Anfang 19. Jahrhundert | D-5-75-161-132 | BW             |
| Schnodsenbach 63 (Standort) | Evangelisch-lutherische Pfarrkirche                              | Chorturmkirche im Markgrafenstil, Turm im Kern um 1440, quadratischer, dreigeschossiger Unterbau mit Eckquaderung und Gurtgesimsen, 14./15. Jahrhundert, darüber Läutgeschoss als Oktogon aus Sandsteinquadern, 1750, darauf Pyramidendach, Langhaus mit Walmdach, Hausteinrahmungen und Eckquadern, 1749–54; mit Ausstattung | D-5-75-161-125 | weitere Bilder |
| Schnodsenbach 71 (Standort) | Ehemals evangelisch-lutherisches Pfarrhaus                       | Zweigeschossiger massiver Walmdachbau mit Hausteinrahmungen, Eckquadern, bandförmigen Gurtgesims und hölzernem, profilierten Traufgesims, 1826/27 | D-5-75-161-134 | BW             |

### Schwarzenberg
Burgbefestigung: Befestigungsmauer aus Bruchstein, im Südosten halbkreisförmiger Verlauf, schließt sechs Türme ein, zumeist Rundtürme mit oktogonalem Pyramidendach, in Untergeschossen mittelalterlich, Obergeschosse 17. Jahrhundert. Turmbezeichnungen im Uhrzeigersinn, begonnen im Südosten:
- Glocken- oder Uhrturm (Koordinaten fehlen! Hilf mit.), mit Zwiebelhaube
- Bauernturm (Lage)
- Stückturm (Lage), mit halbrundem Grundriss mit Loggia und breiter Rundbogenöffnung
- Hungerturm (Lage)
- Kirchturm (Lage)
- Küchenturm (Lage)

Aktennummer: D-5-75-161-136.

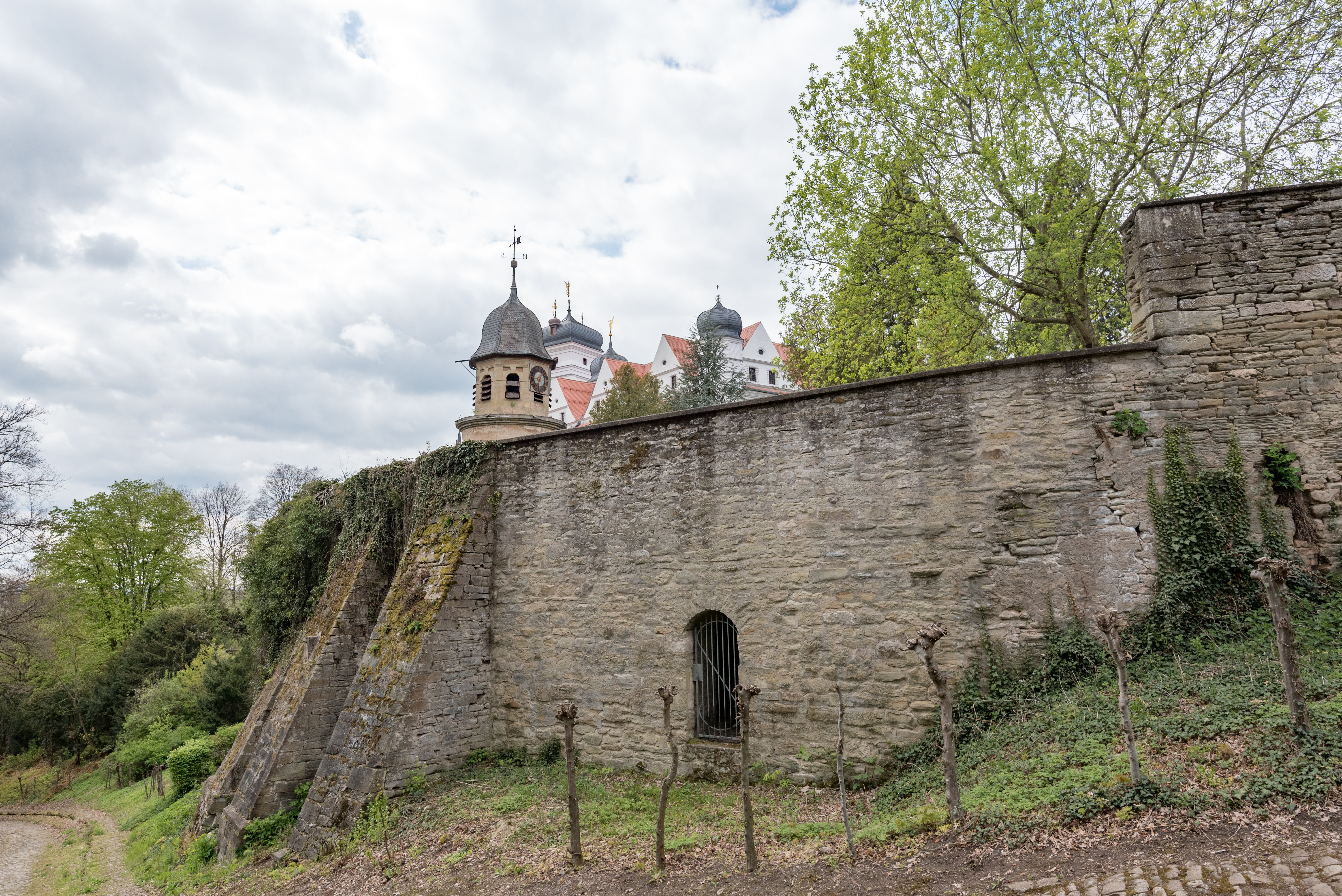
Befestigungsmauer, von Südosten
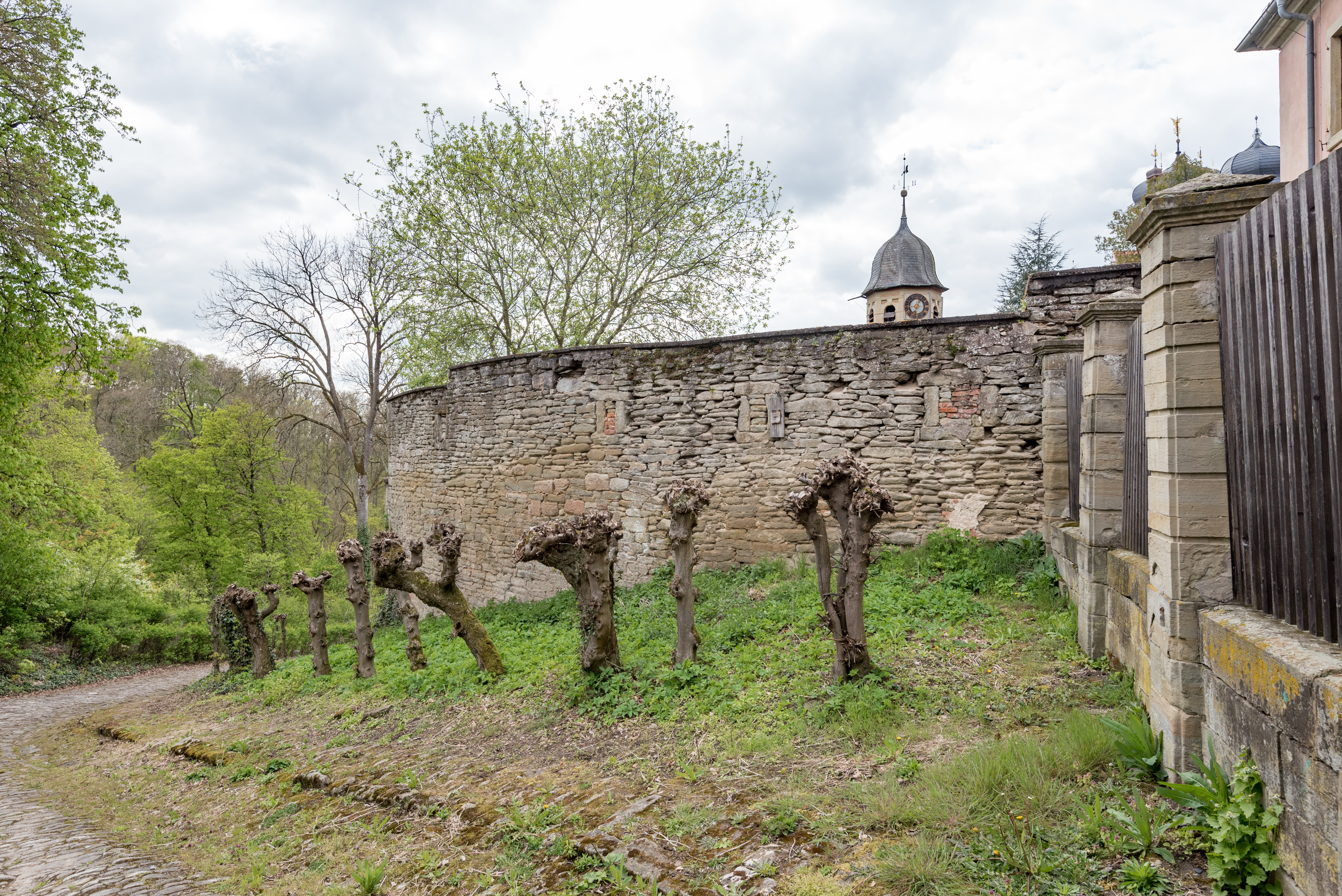
Befestigungsmauer, von Südosten
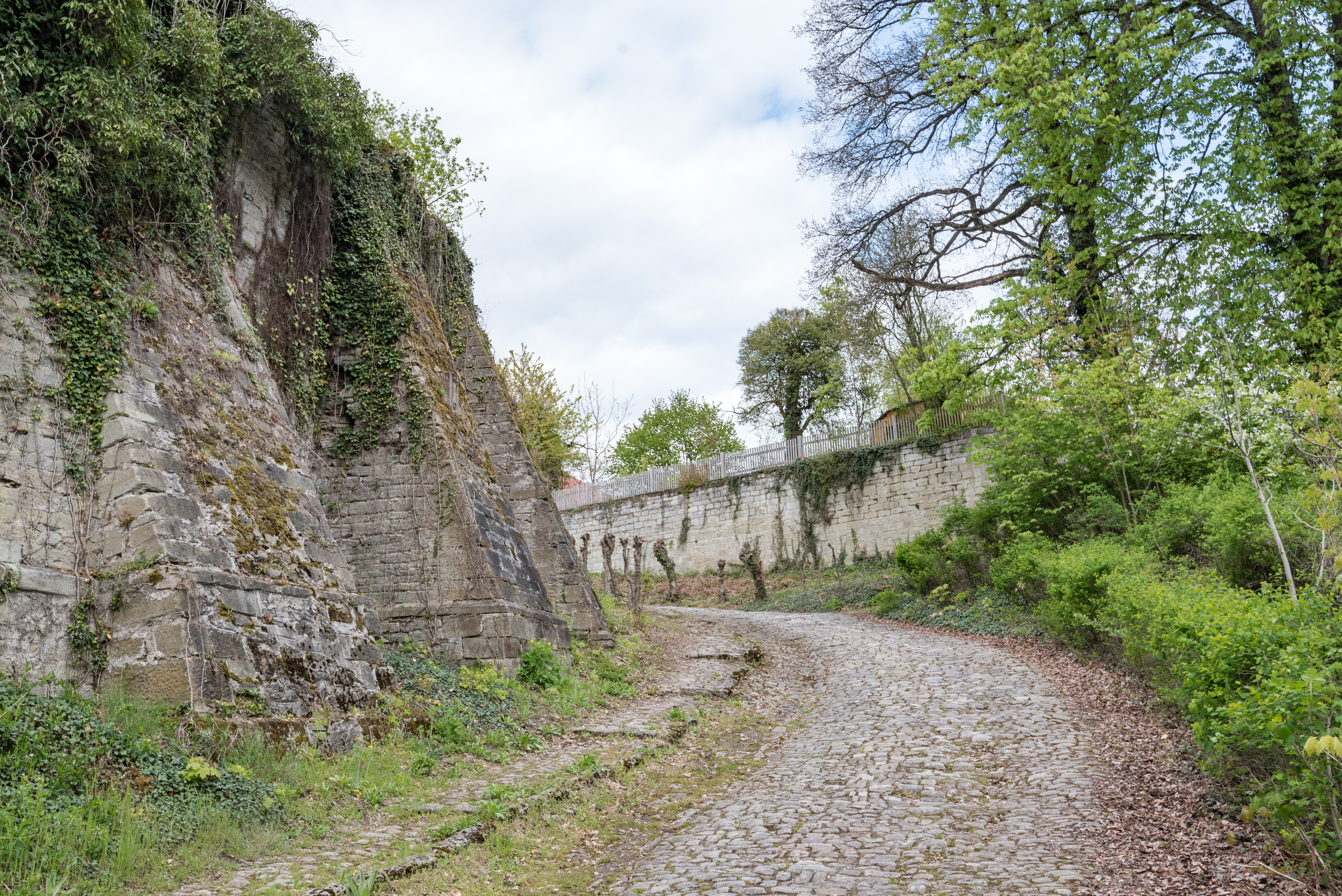
Befestigungsmauer, von Süden
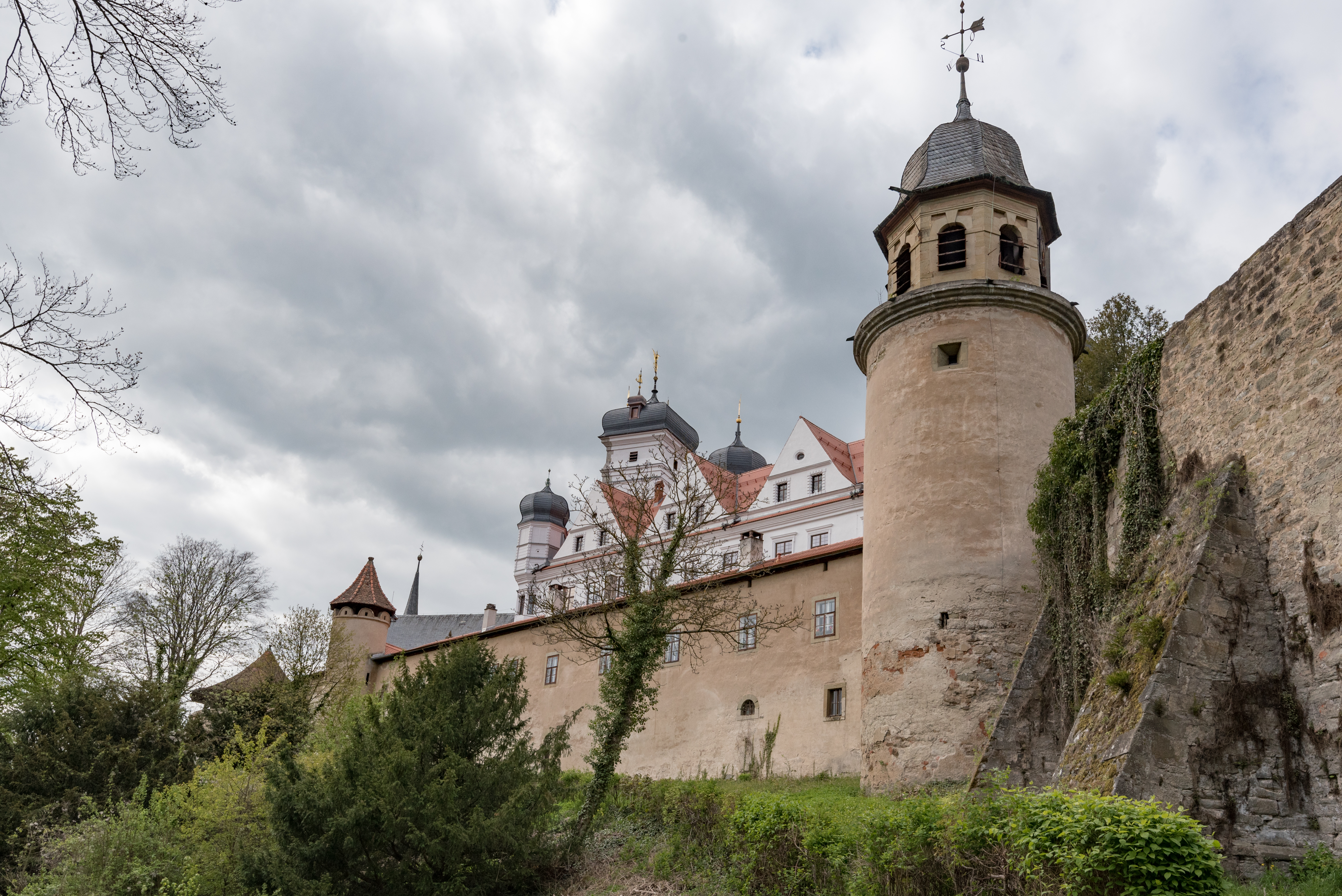
Befestigungsmauer, von Südosten
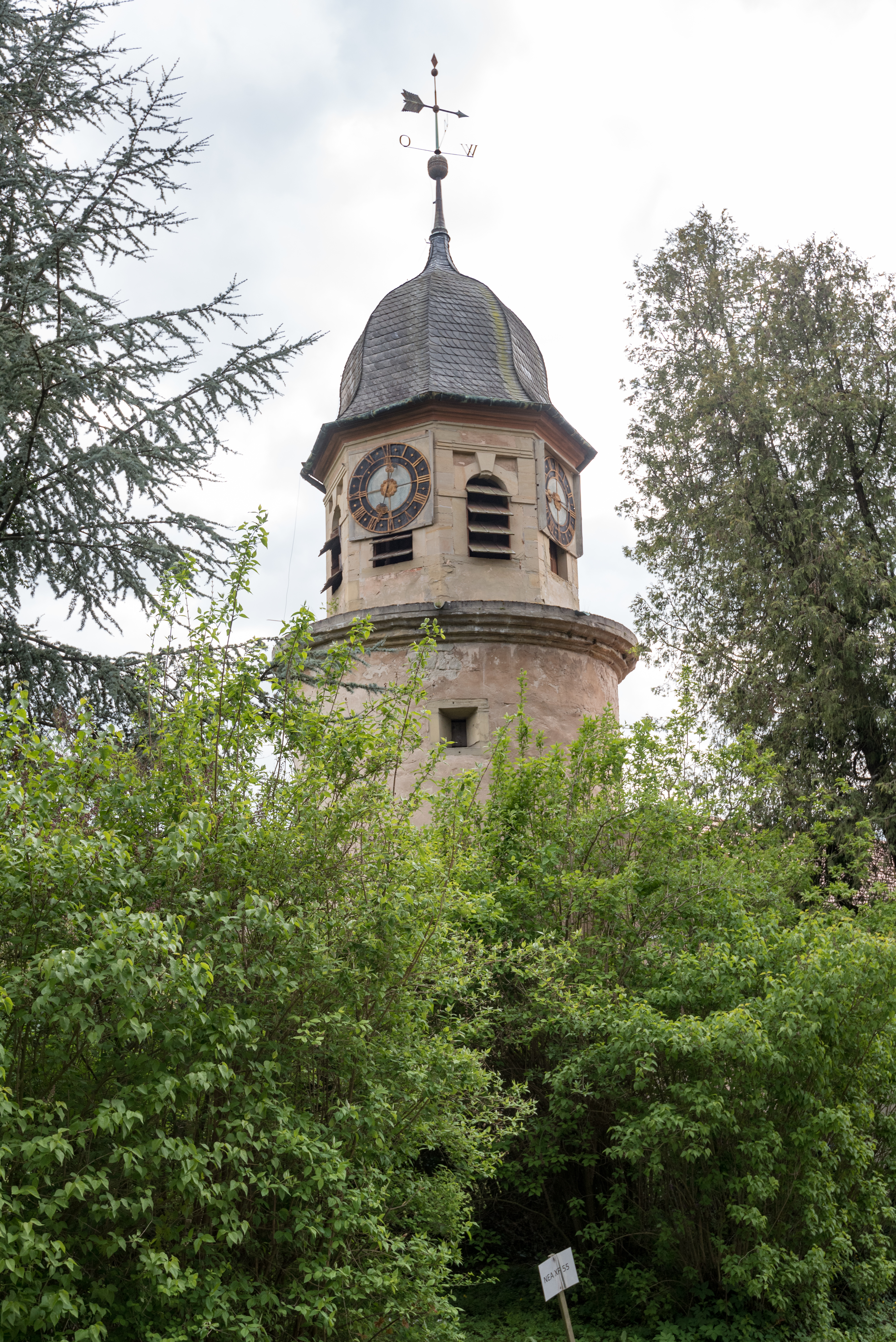
Glockenturm, Schloßseite
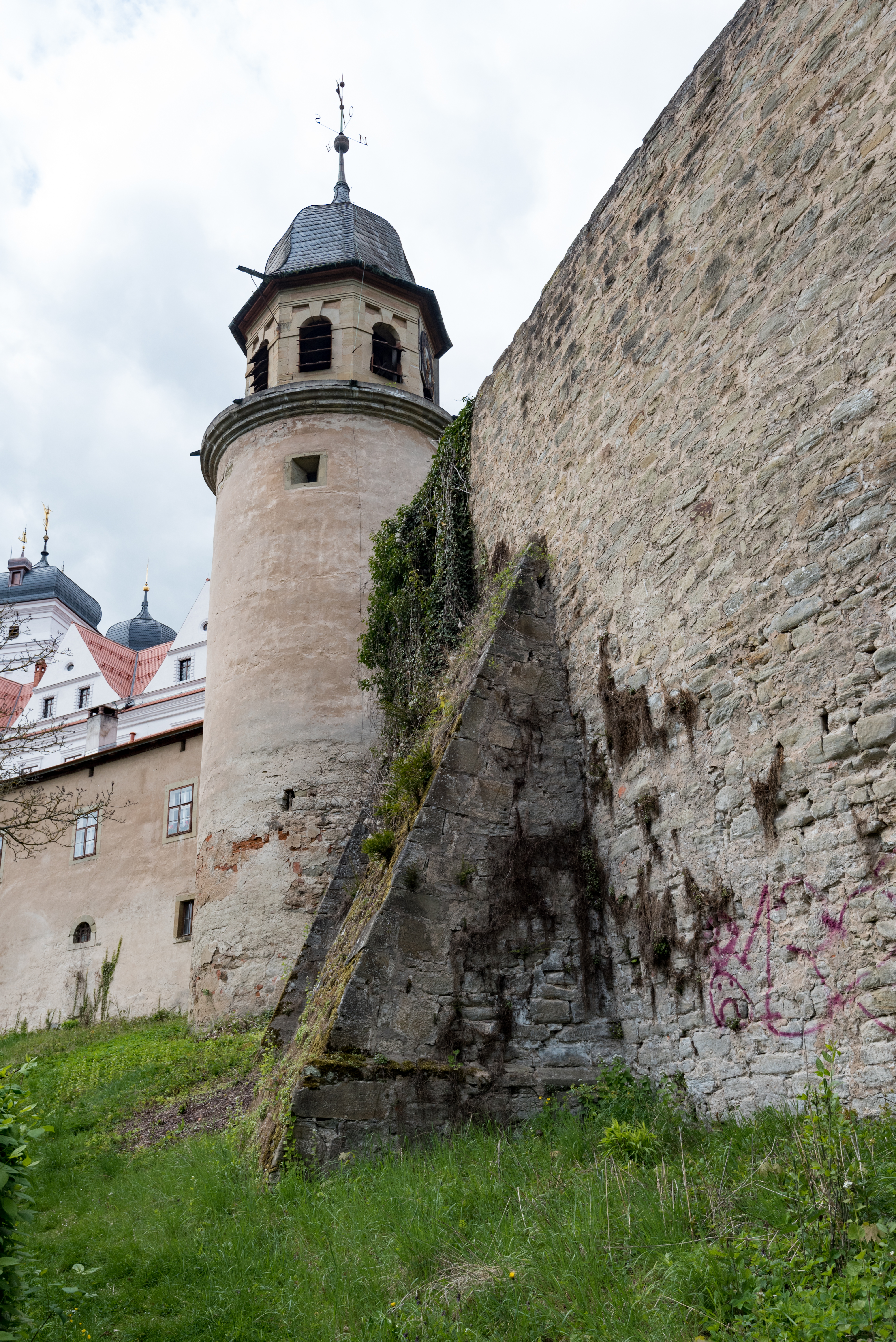
Glockenturm, Feldseite, von Südosten
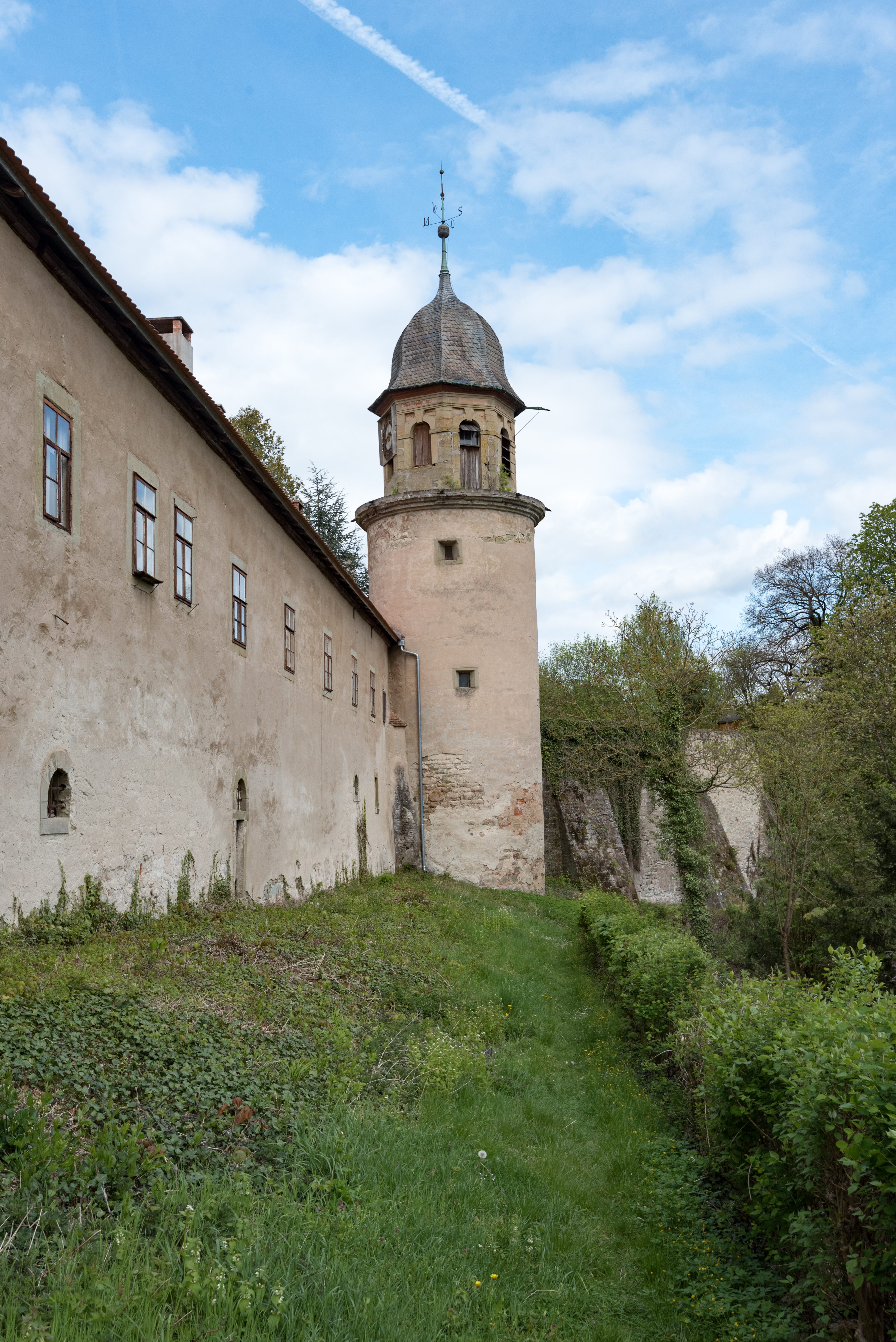
Glockenturm, Feldseite, von Südwesten
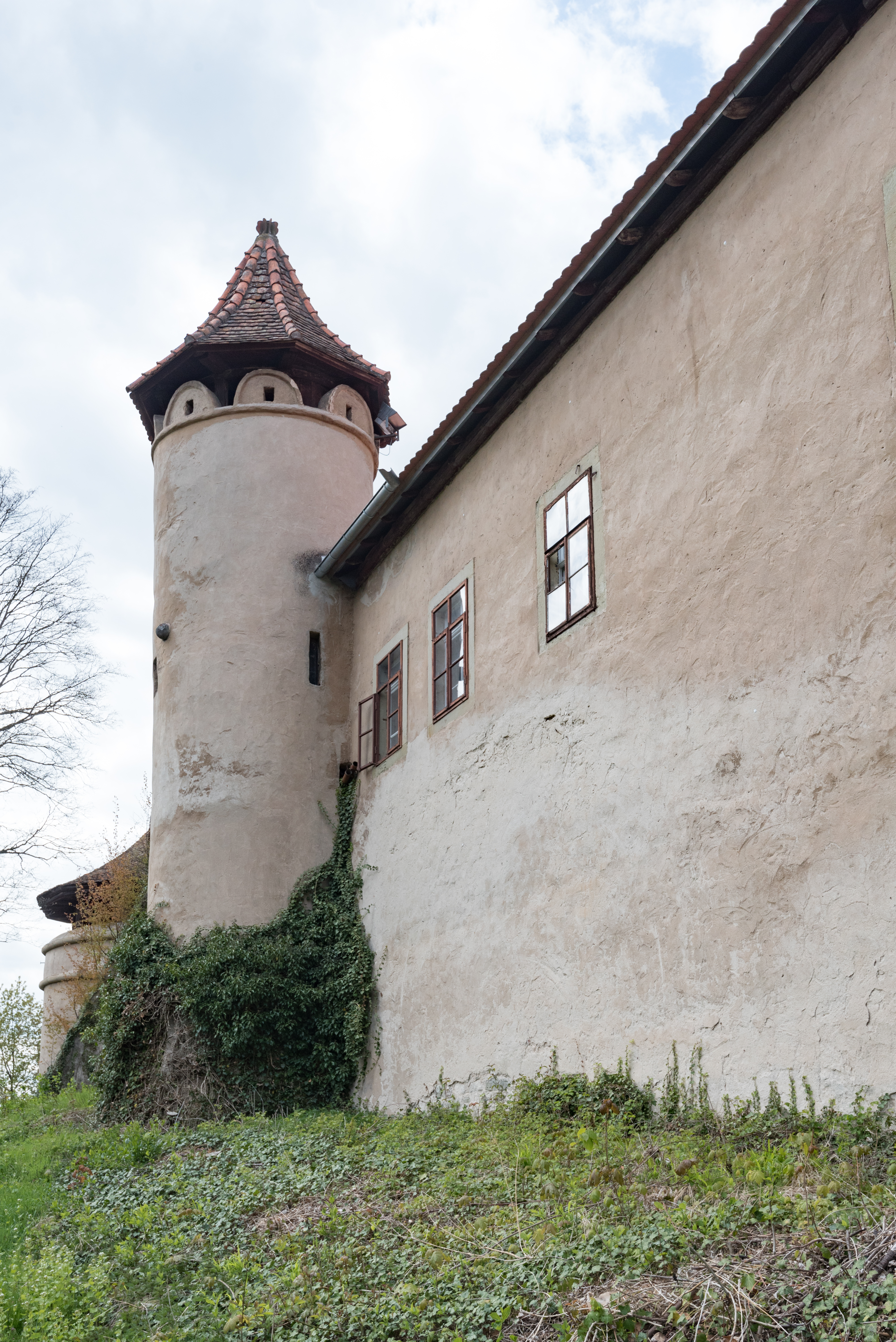
Bauernturm, Feldseite, von Osten
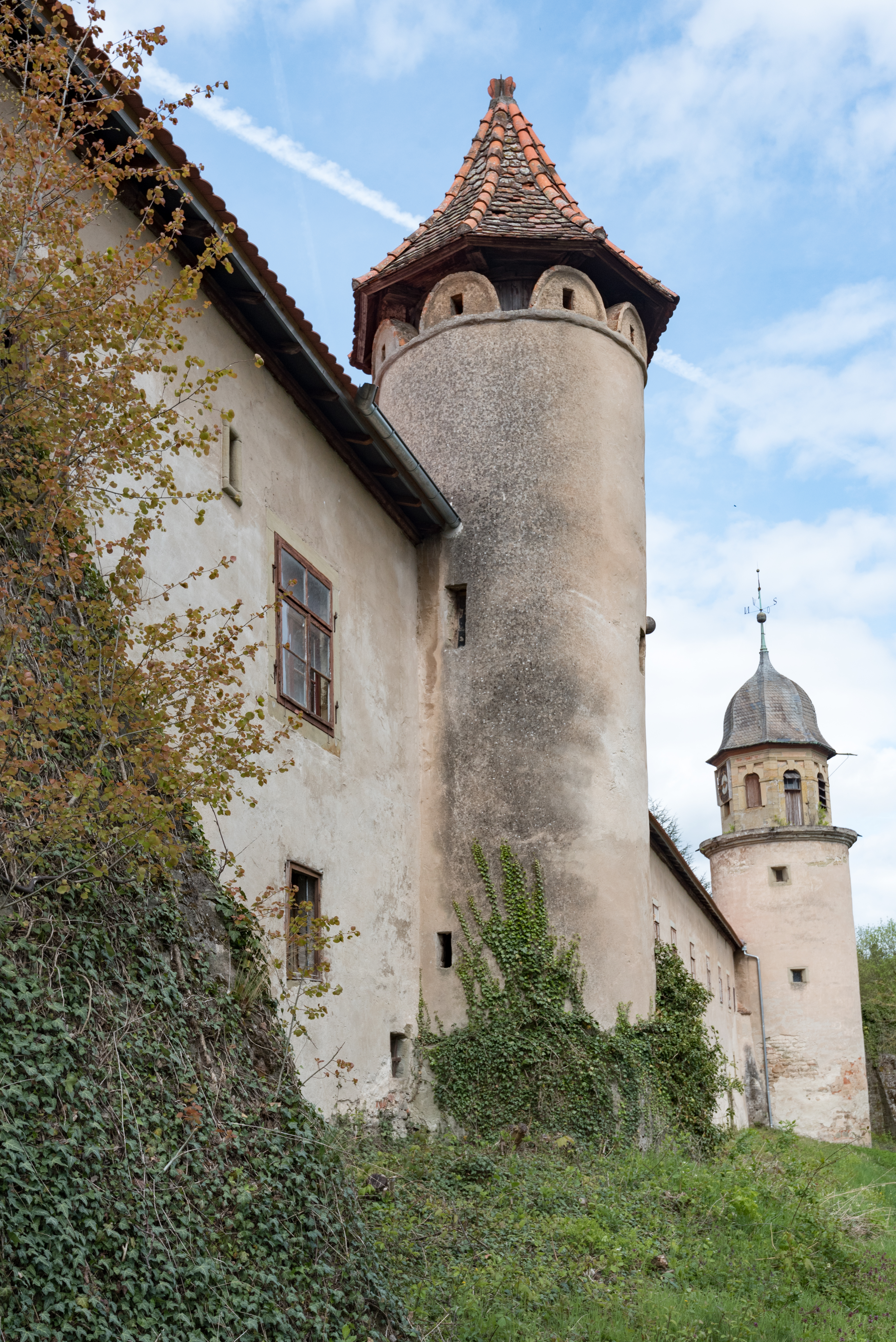
Bauernturm, Feldseite, von Südwesten
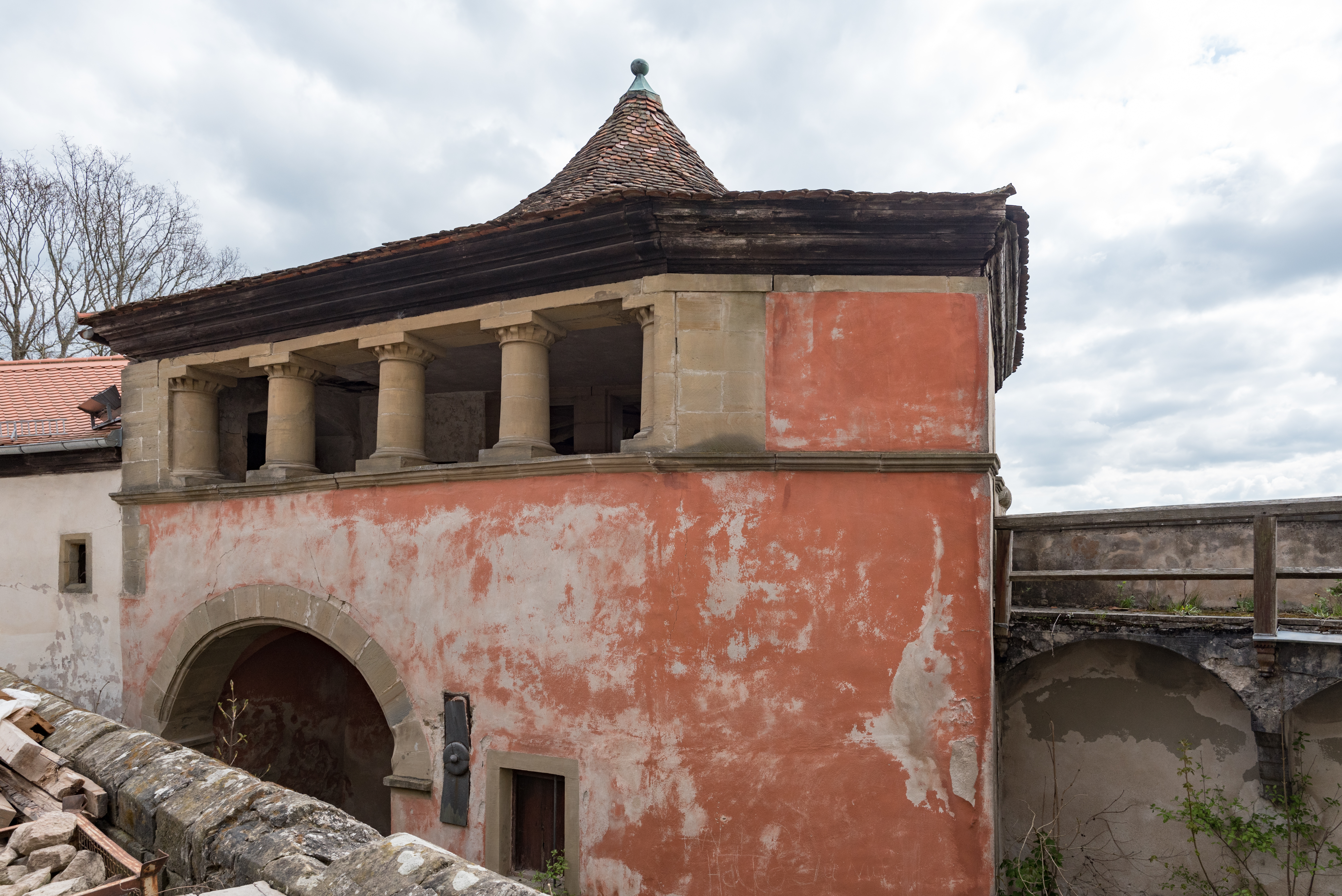
Stückturm, Schlossseite
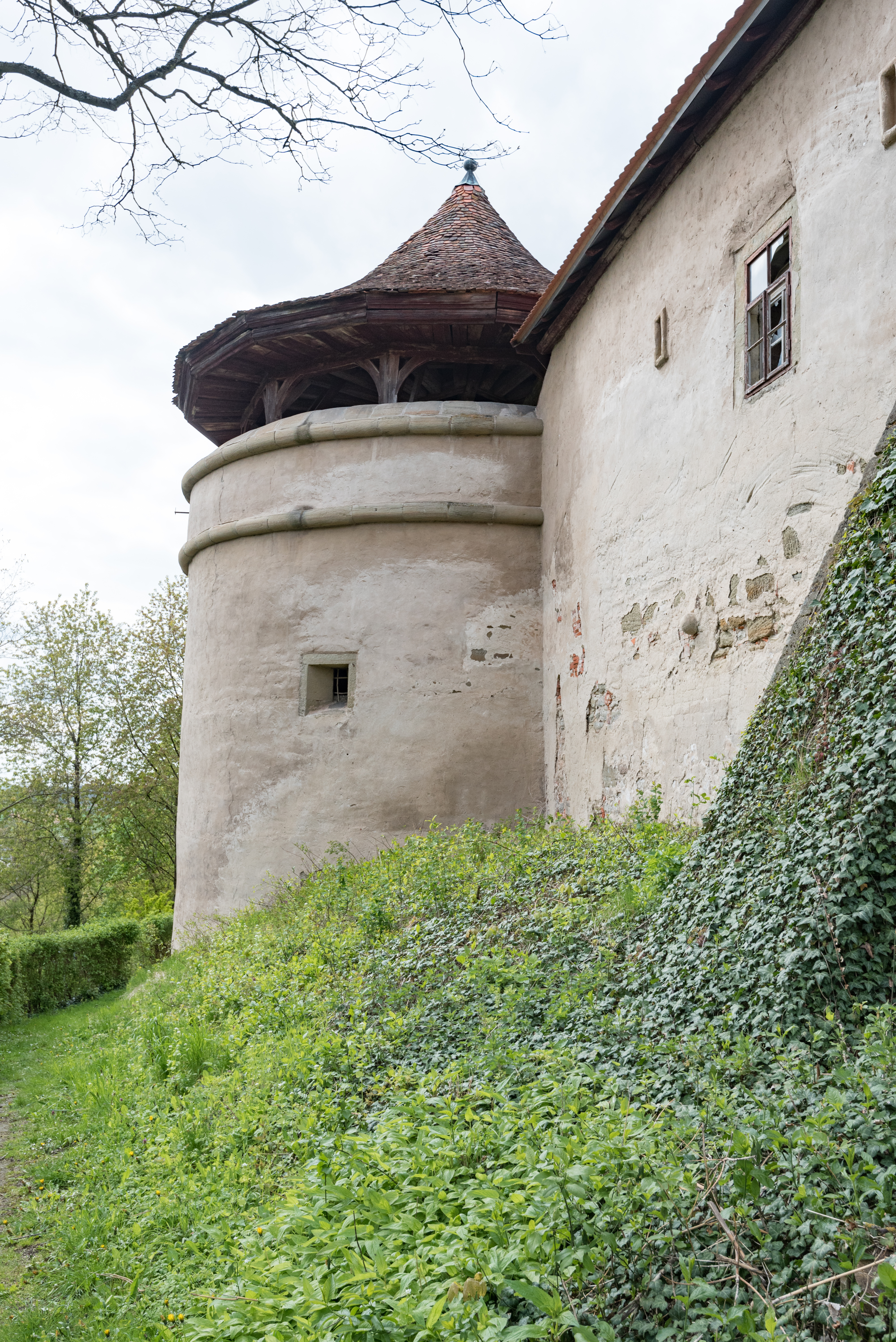
Stückturm, Feldseite, von Osten
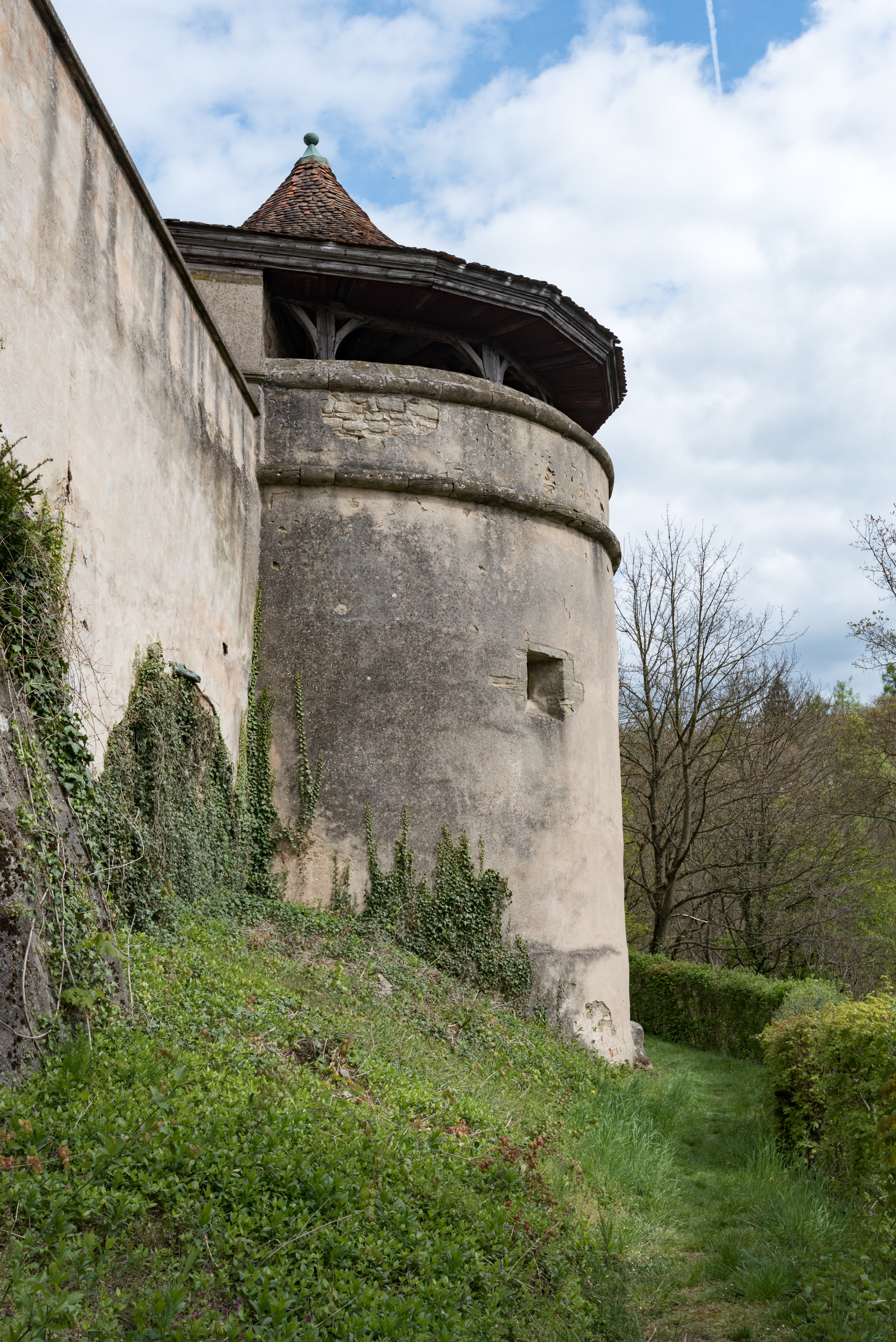
Stückturm, Feldseite, Südosten
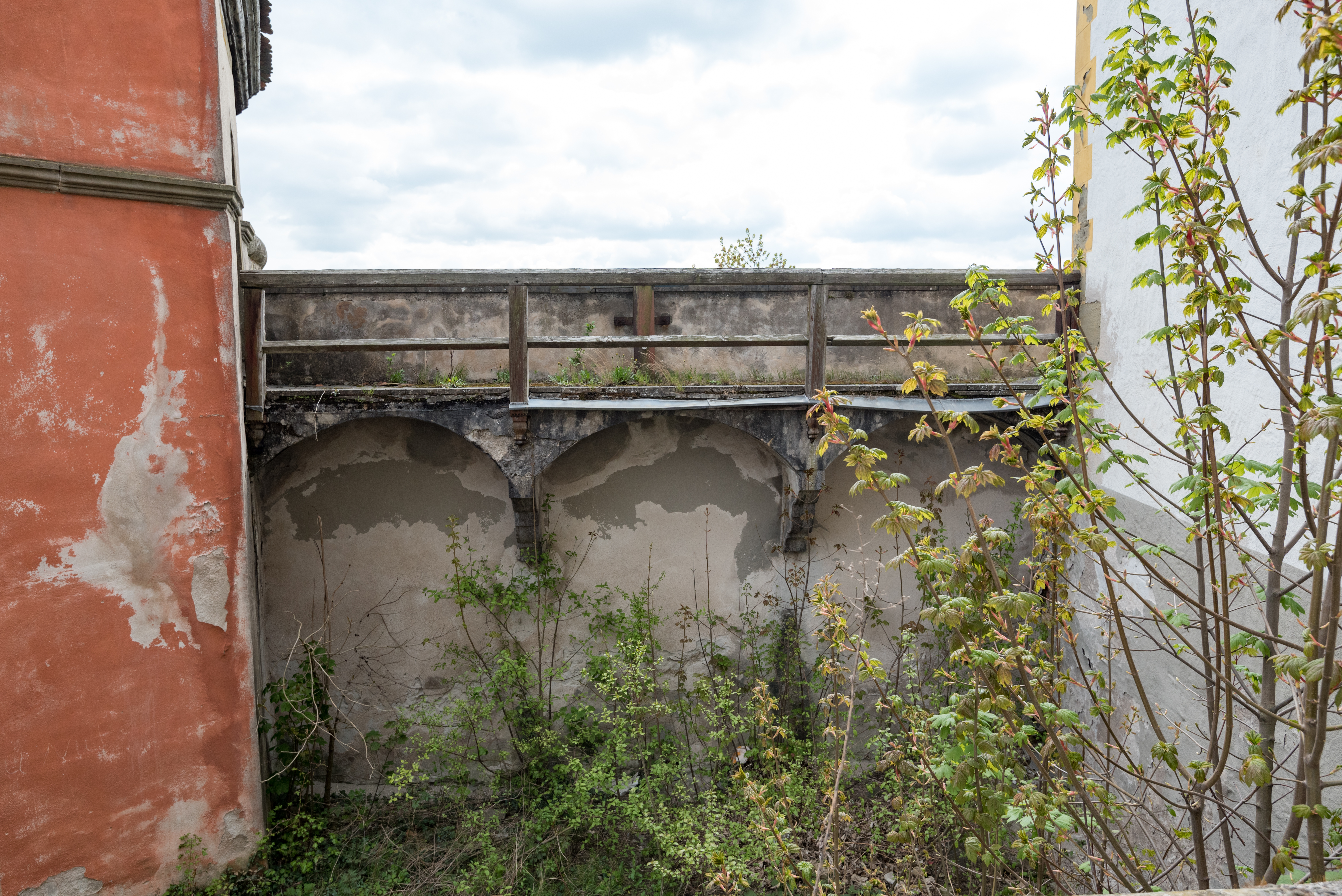
Wehrgang westlich des Stückturms, Schlossseite
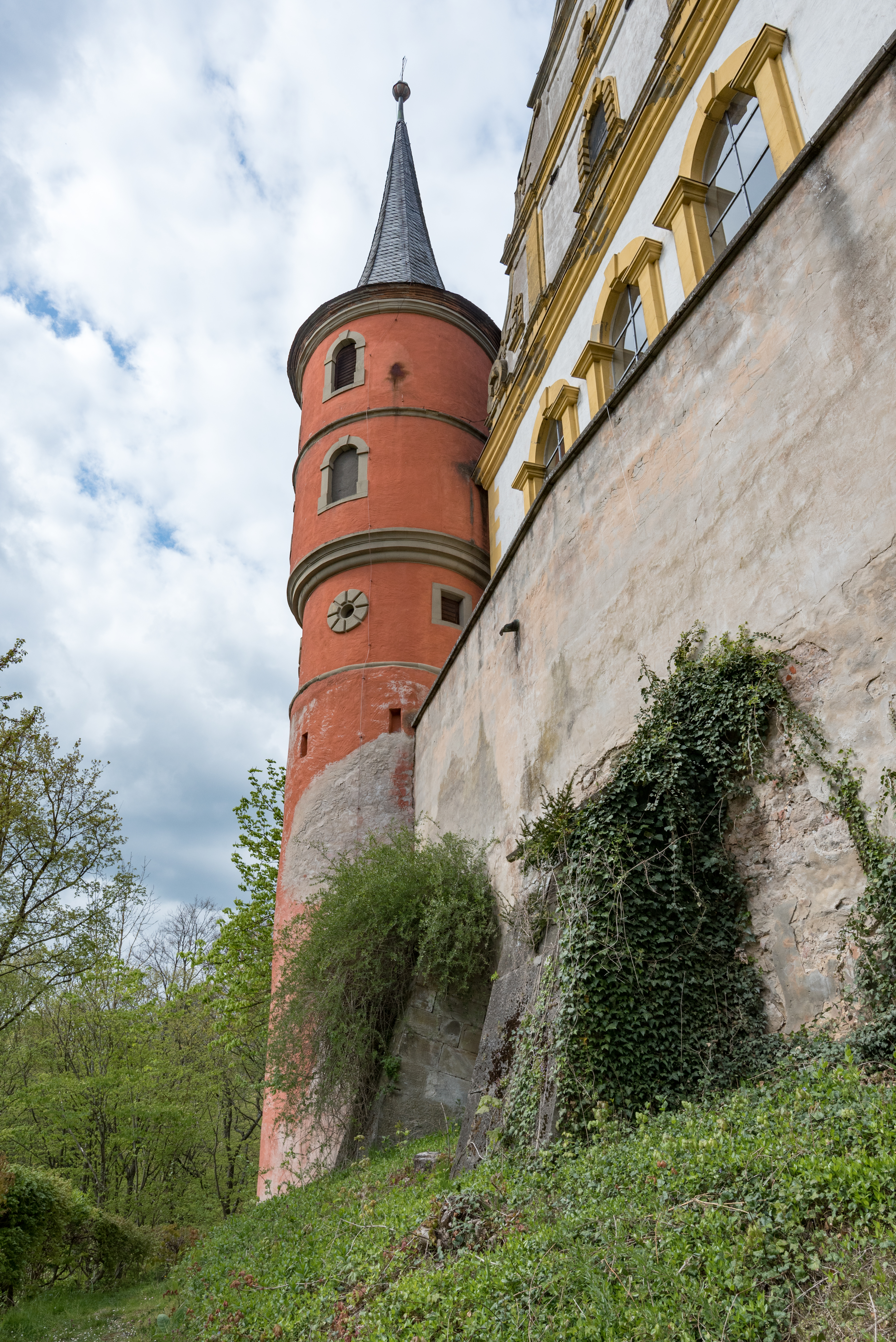
Hungerturm, Feldseite, von Osten
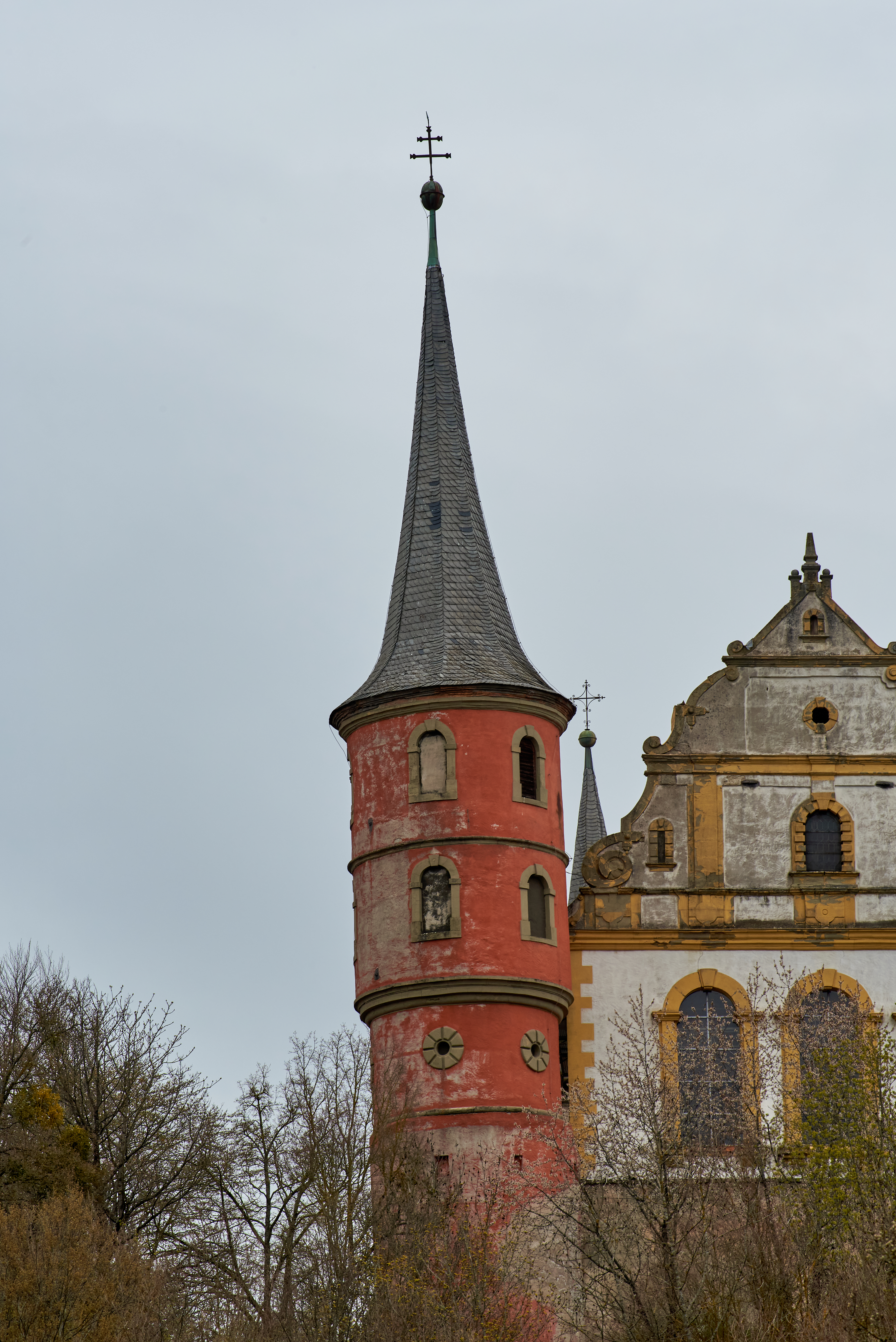
Hungerturm, Feldseite, von Westen

| Lage                          | Objekt                                                                                               | Beschreibung | Akten-Nr.                | Bild           |
| ----------------------------- | --- | --- | ------------------------ | -------------- |
| Schwarzenberg 1–7 (Standort)  | Schloss Schwarzenberg                                                                                | Burganlage des 12. Jahrhunderts, im Spätmittelalter und vor allem im 16./17. Jahrhundert durch Elias Holl und Jakob Wolff Vater und Sohn zum repräsentativen Residenzschloss der Fürstenfamilie Schwarzenberg ausgebaut | D-5-75-161-136           | weitere Bilder |
| Schwarzenberg 1 (Standort)    | Schloss Schwarzenberg, Kernburg, Hauptbau/Kernschloss                                                | Unregelmäßige dreigeschossige Vierflügelanlage aus verputztem Bruchsteinmauerwerk mit Satteldächern, steinernen profilierten Traufgesimsen, Hausteinrahmungen, Steinerkern und Zwerchgiebeln, besonders sogenannter Rollsaal, Schwarzer Turm an Westflügel, quadratischer fünfgeschossiger Turm mit vorgeblendeten Muschelkalkquadern, Querbänderung, Ecklisenen, Gurtgesimsen, Erdgeschoss mit Tordurchfahrt und Altan, schiefergedeckte Zwiebelhaube, im Hof am Südflügel Schwanenturm, fünfgeschossiger, quadratischer Treppenturm aus Haustein mit Zwiebelhaube, Bau im Kern teils mittelalterlich, 1518, Umbau und Vereinheitlichung nach Plänen von Elias Holl 1607, Bauausführung Jakob Wolff der Ältere und Jüngere 1607 bis spätestens 1618, Palas zu sogenanntem Rollsaal umgebaut 1654–56, Wiederaufbau Schwarzer Turm durch Baumeister Melchior Beck und Wilhelm Schneider 1771–74, umfangreiche Sicherungs- und Baumaßnahmen im 19. Jahrhundert; mit Ausstattung | D-5-75-161-136 zugehörig | weitere Bilder |
| Schwarzenberg 2 (Standort)    | Schloss Schwarzenberg, katholische Schlosskapelle                                                    | Verputzter Hausteinquaderbau mit Eckquaderung, Langhaus mit querhausartigen Zwerchhausrisaliten, halbrund schließender Altarraum, darüber einheitliches Dach, hausteingerahmte Rundbogenfenster, wohl nach Plänen von Elias Holl 1610–15, mit fürstlicher Gruft, im Südwesten repräsentativer geschweifter Volutengiebel, Umbau im Neorenaissancestil, 1888–1903; mit Ausstattung | D-5-75-161-136 zugehörig | weitere Bilder |
| Schwarzenberg 3 (Standort)    | Schloss Schwarzenberg, kleiner Beamtenbau                                                            | Lang gestreckter eingeschossiger Satteldachbau, an die Befestigungsmauer angebaut, wohl Ende 18. Jahrhundert | D-5-75-161-136 zugehörig | weitere Bilder |
| Schwarzenberg 4 (Standort)    | Schloss Schwarzenberg, Wirtschaftshof, Großer Beamtenbau                                             | Zweigeschossiger lang gestreckter Walmdachbau mit Durchfahrt zum Unteren Tor, um 1780 | D-5-75-161-136 zugehörig | weitere Bilder |
| Schwarzenberg 6, 7 (Standort) | Schloss Schwarzenberg, Wirtschaftshof, Brauereiflügel                                                | Zweigeschossiger Walmdachbau mit Hopfengauben, Ende 18. Jahrhundert über älteren Kern, mit drei nördlichen Anbauten des 18./19. Jahrhundert, davon mittig ehemals Darrhaus | D-5-75-161-136 zugehörig | weitere Bilder |
| Schwarzenberg 8 (Standort)    | Schloss Schwarzenberg, Wirtschaftshof, Meierei                                                       | 18./19. Jahrhundert, verputzter Quaderbau mit Krüppelwalmdach und Fachwerkgiebel | D-5-75-161-136 zugehörig | weitere Bilder |
| Schwarzenberg 4 (Standort)    | Schloss Schwarzenberg, Wirtschaftshof, Remisen- und Stallgebäude                                     | 18./19. Jahrhundert, eingeschossiger Krüppelwalmdachbau | D-5-75-161-136 zugehörig | weitere Bilder |
| Schwarzenberg 5 (Standort)    | Schloss Schwarzenberg, Wirtschaftshof, Schule                                                        | Eingeschossiger Walmdachbau mit Fledermausgaube und Ecklisenen, 1880 | D-5-75-161-136 zugehörig | weitere Bilder |
| Schwarzenberg 4 (Standort)    | Schloss Schwarzenberg, Wirtschaftshof, Oberes Tor, Haupttor                                          | Quadermauerwerk mit hoher rundbogiger Durchfahrt, flankiert von Rundbogendurchgängen | D-5-75-161-136 zugehörig | weitere Bilder |
| In Schwarzenberg (Standort)   | Schloss Schwarzenberg, Außenbereich, Nebengebäude                                                    | Eingeschossige Fachwerkscheune mit Remise und massiven Stallteil darüber Satteldach mit Schopf | D-5-75-161-136 zugehörig | weitere Bilder |
| Schwarzenberg 8 (Standort)    | Schloss Schwarzenberg, Außenbereich, Brennerei mit Schornstein                                       | Eingeschossiger Satteldachbau aus Quadermauerwerk mit Schornstein aus Ziegel, um 1875; mit technischer Ausstattung | D-5-75-161-136 zugehörig | weitere Bilder |
| In Schwarzenberg (Standort)   | Schloss Schwarzenberg, Außenbereich, Umfassungsmauer der um den Hof vorgelagerten Gebäude und Gärten | 18./19. Jahrhundert, aus Sandsteinquadern und Bruchsteinen im Süden und Osten, mit Torpfeilern des Unteren Tores und Gartentor am Unteren Tor als Rundbogenportal | D-5-75-161-136 zugehörig | weitere Bilder |
| In Schwarzenberg (Standort)   | Schloss Schwarzenberg, Außenbereich, Garten, Allee im ehemaligen Wirtschaftshof                      | 18./19. Jahrhundert, 1880–1908 | D-5-75-161-136 zugehörig | weitere Bilder |

- Gartenhäuschen im nordöstlichen Garten (Lage), 18./19. Jahrhundert
- Gartenhäuschen im nordöstlichen Garten (Lage), 18./19. Jahrhundert
- Gartenhäuschen im südlichen Garten (Lage), 18./19. Jahrhundert
- Gartenhäuschen im südlichen Garten (Lage), 18./19. Jahrhundert
- Gartenhäuschen im südöstlichen Garten (Lage), 18./19. Jahrhundert

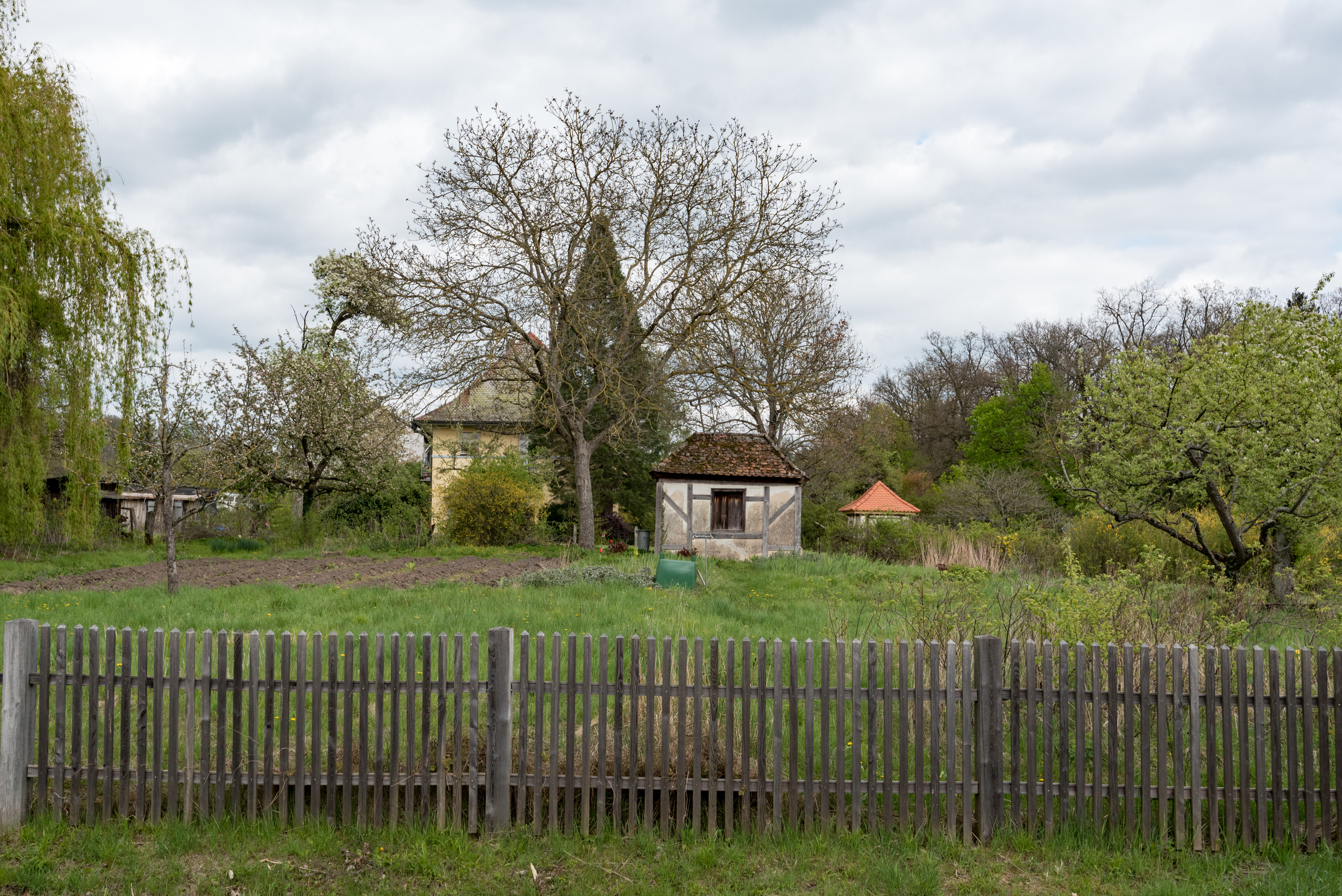
westliches Gartenhaus im nordöstlichen Garten
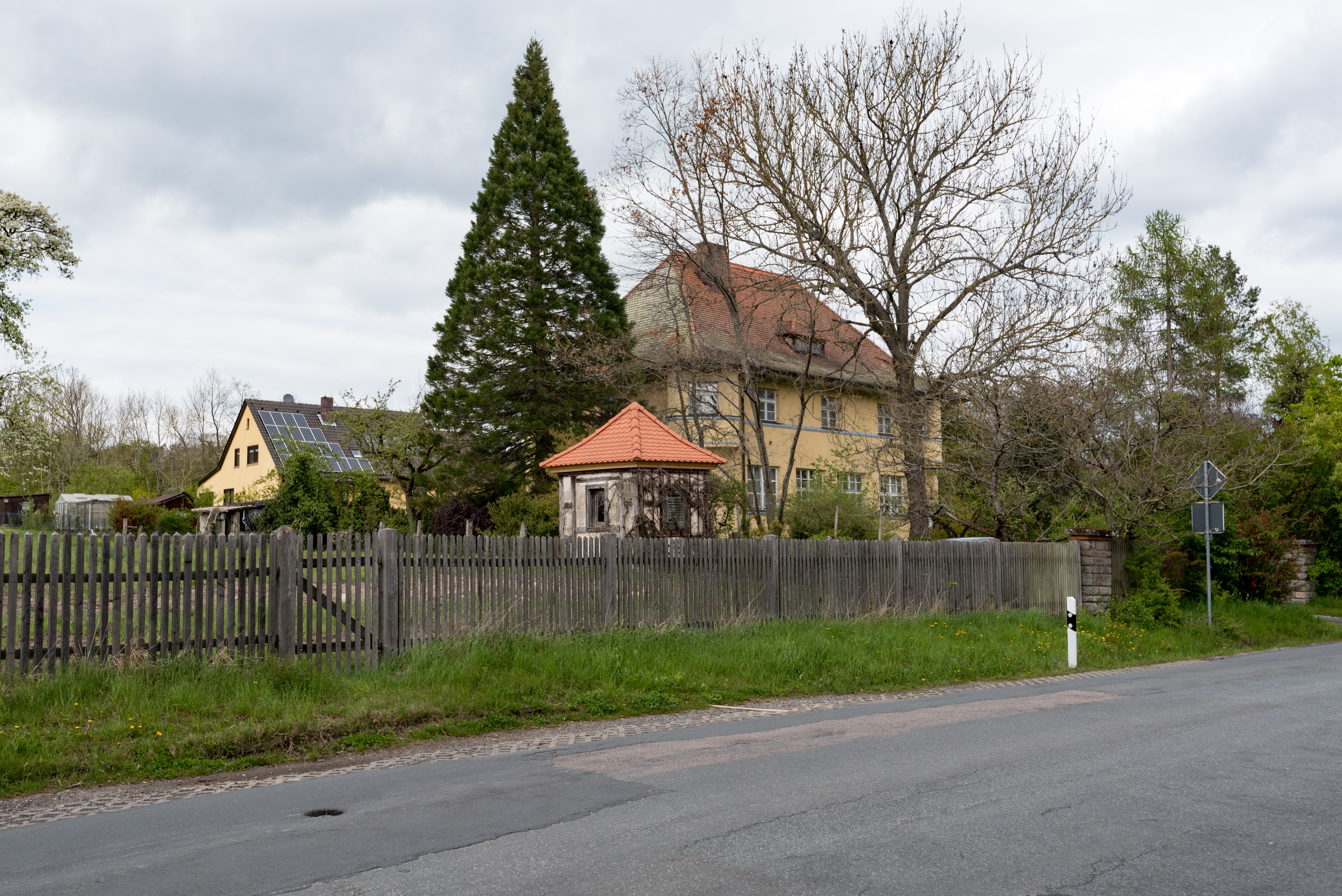
östliches Gartenhaus im nordöstlichen Garten
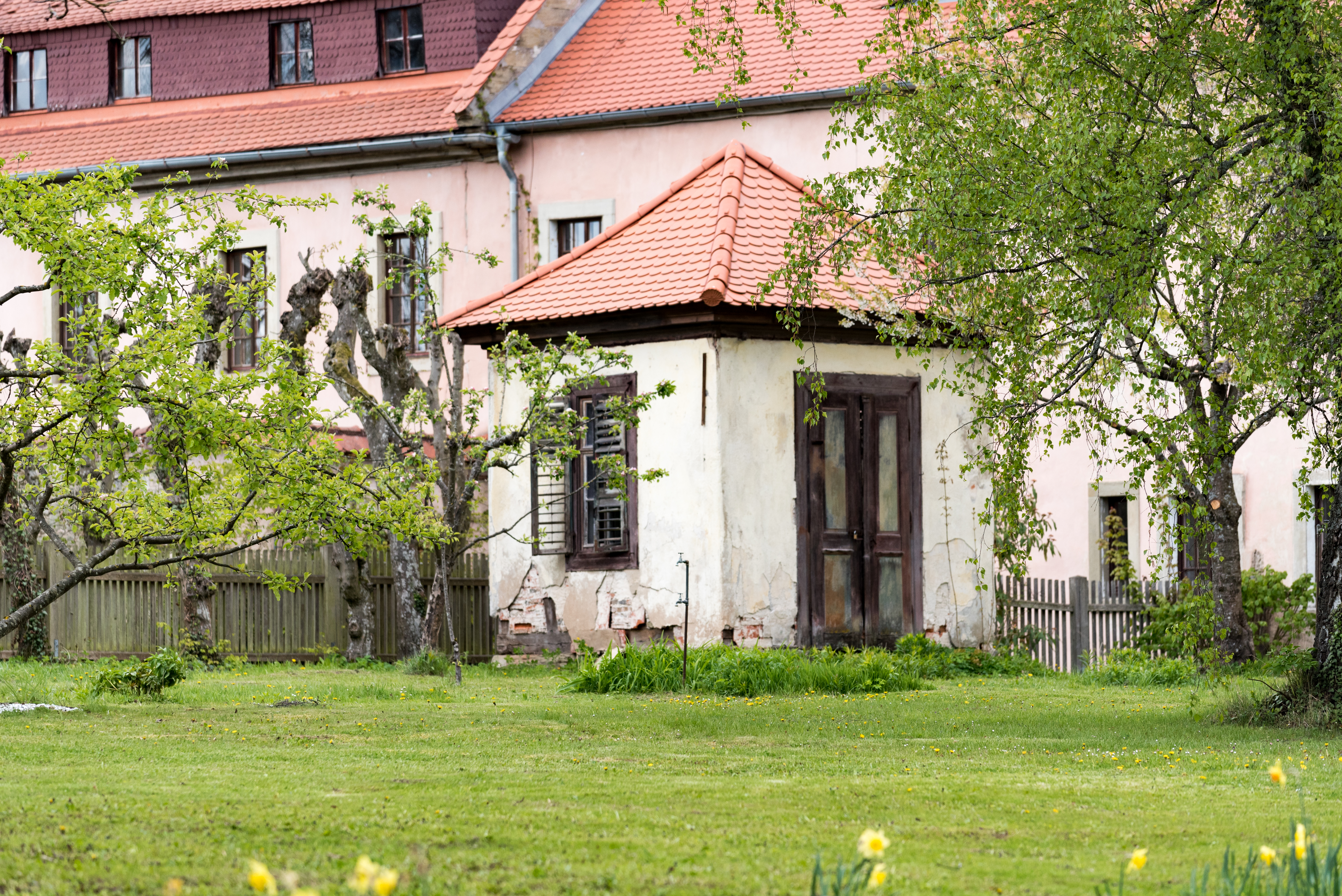
westliches Gartenhaus im südlichen Garten
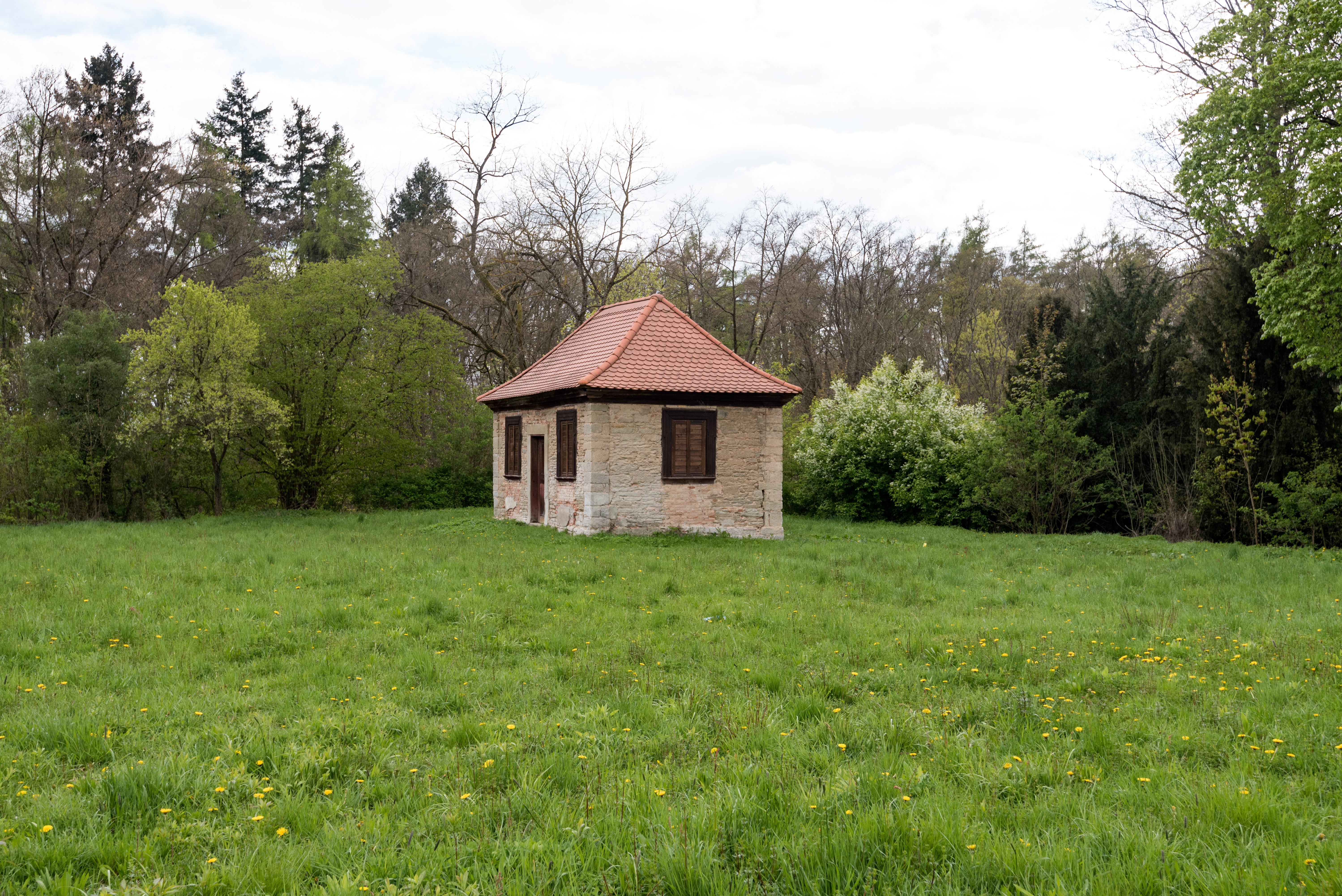
östliches Gartenhaus im südlichen Garten
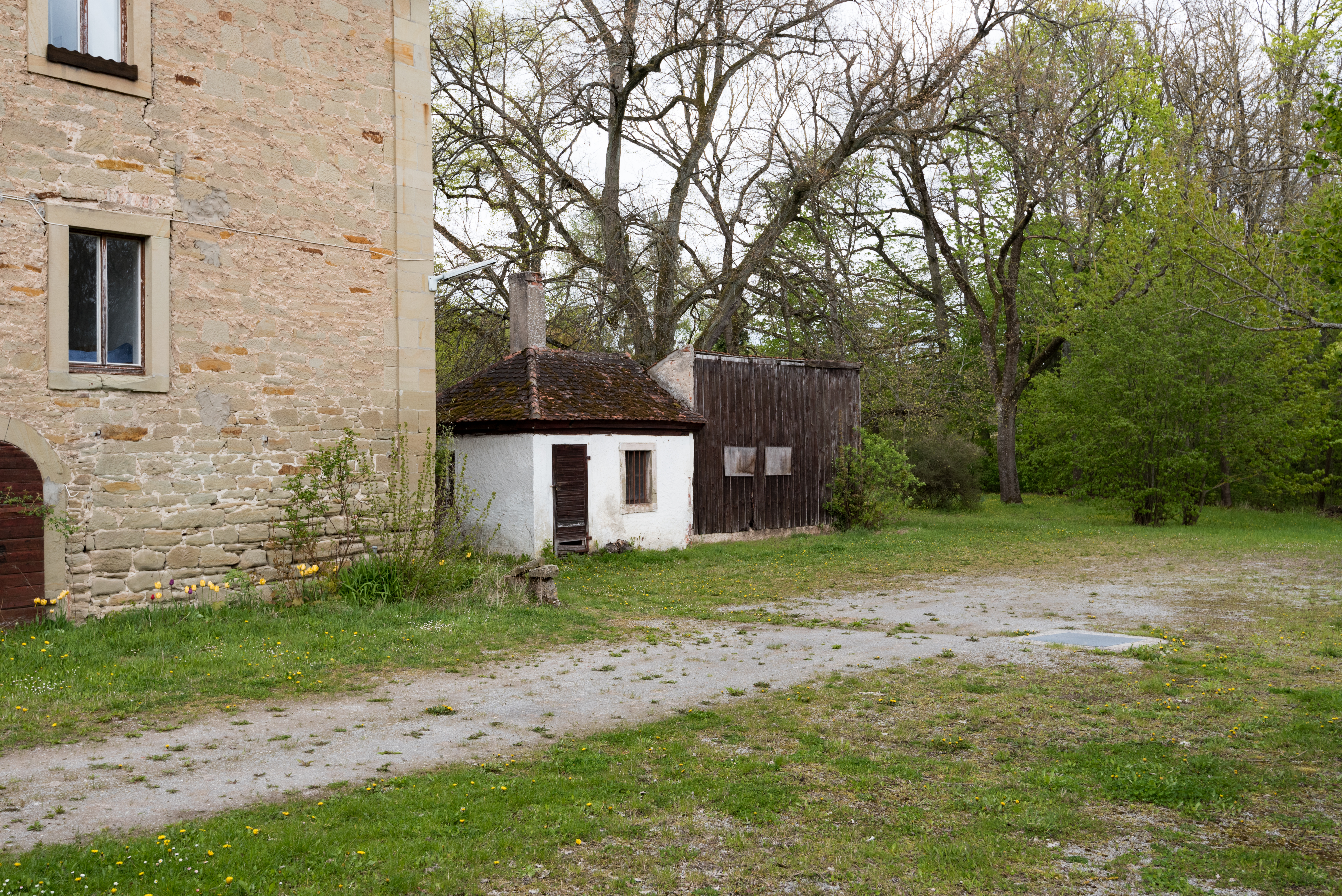
südöstliches Gartenhaus am Gasthof

| Lage                       | Objekt         | Beschreibung | Akten-Nr.      | Bild           |
| -------------------------- | -------------- | --- | -------------- | -------------- |
| Schwarzenberg 9 (Standort) | Schlossgasthof | Zweigeschossiger Quaderbau mit Mansardwalmdach und Fledermausgaube, gegliederte Fassade mit genuteten Ecklisenen, Gurtgesims und flachem Portalrisalit, davor zweiläufige Außentreppe, 1805 | D-5-75-161-137 | weitere Bilder |

### Thierberg
| Lage                                                    | Objekt        | Beschreibung | Akten-Nr.      | Bild           |
| ------------------------------------------------------- | ------------- | --- | -------------- | -------------- |
| vor Haus Nr. 28/30 ()                                   | Bildstock     | Um 1780; nicht nachqualifiziert, im Bayerischen Denkmalatlas nicht kartiert                                                     | D-5-75-161-141 |                |
| In Thierberg, an der Straße nach Klosterdorf (Standort) | Bildstock     | Quadratisches Postament, darauf schmaler Pfeiler, darüber zweifacher Aufsatz mit Figurennische und Kreuzsymbol, 18. Jahrhundert | D-5-75-161-142 | weitere Bilder |
| In Thierberg (Standort)                                 | Brunnen       | Quadratisches Gehäuse aus Eichenholz, auf vier Eckstützen profiliertes Kranzgesims und Zeltdach aufliegend, 18./19. Jahrhundert | D-5-75-161-140 | Brunnen        |
| Thierberg 32 (Standort)                                 | Wohnstallhaus | Eingeschossiger Fachwerkbau mit Satteldach und profiliertem Gurtgesimsbalken, um 1800                                           | D-5-75-161-138 | weitere Bilder |
| Thierberg 32 (Standort)                                 | Torpfeiler    | Mit breitem Gesims und Kugelaufsatz, wohl gleichzeitig um 1800                                                                  | D-5-75-161-138 | weitere Bilder |

### Unterlaimbach
| Lage                        | Objekt                                       | Beschreibung | Akten-Nr.      | Bild           |
| --------------------------- | -------------------------------------------- | --- | -------------- | -------------- |
| Unterlaimbach 9 (Standort)  | Ehemalige Schäferei                          | Eingeschossiger, giebelständiger Fachwerkbau mit Satteldach und Zierfachwerk im Giebel mit Andreaskreuzen und Kreisen, erste Hälfte 18. Jahrhundert                                                                         | D-5-75-161-146 | weitere Bilder |
| Unterlaimbach 12 (Standort) | Evangelisch-lutherische Pfarrkirche St. Veit | Neuromanischer Sandsteinquaderbau, Langhaus mit Satteldach und eingezogenem niedrigerem Altarraum, Turmfassade im Süden mit profiliertem Rundbogenportal, Oculus und Dachreiter mit Pyramidendach, 1847–48; mit Ausstattung | D-5-75-161-143 | weitere Bilder |
| Unterlaimbach 12 (Standort) | Futtermauer                                  | Begrenzt erhöht gelegene Kirche von Süd- bis Nordwesten, Eingang mit quadratischen Sandsteinpfeilern | D-5-75-161-143 | BW             |
| Unterlaimbach 15 (Standort) | Ehemaliges Pfarrhaus                         | Zweigeschossiger Walmdachbau mit genuteten Eckvorlagen, bandförmigen Gurtgesims und Fledermausgaube, erste Hälfte 19. Jahrhundert                                                                                           | D-5-75-161-150 | BW             |
| Unterlaimbach 30 (Standort) | Wappen                                       | 18. Jahrhundert | D-5-75-161-149 | BW             |
| Unterlaimbach 45 (Standort) | Wohnstallhaus                                | Eingeschossiger Halbwalmdachbau mit Hausteinrahmungen Eckquaderung und Gitterfachwerk im Giebel, bezeichnet „1792“ | D-5-75-161-148 | weitere Bilder |
| Unterlaimbach 45 (Standort) | Hofmauer                                     | Aus Steinquadern und Torpfeiler mit Pinienzapfenbekrönung, bezeichnet „1794“, Gartentorpfeiler aus Stein mit annähernd kugeligen Aufsatz, wohl zeitgleich                                                                   | D-5-75-161-148 | weitere Bilder |
| Unterlaimbach 46 (Standort) | Wohnstallhaus                                | Eingeschossiger Satteldachbau aus Gitterfachwerk mit Gauben, bezeichnet „1801“ | D-5-75-161-147 | weitere Bilder |
| Unterlaimbach 49 (Standort) | Friedhofsmauer                               | Aus großen, regelmäßigen Sandsteinquadern, erste Hälfte 19. Jahrhundert | D-5-75-161-144 | weitere Bilder |

## Ehemalige Baudenkmäler
In diesem Abschnitt sind Objekte aufgeführt, die früher einmal in der Denkmalliste eingetragen waren, jetzt aber nicht mehr. Objekte, die in anderem Zusammenhang also z. B. als Teil eines Baudenkmals weiter eingetragen sind, sollen hier nicht aufgeführt werden. Aktennummern in diesem Abschnitt sind ehemalige, jetzt nicht mehr gültige Aktennummern.

| Lage                                       | Objekt                   | Beschreibung | Akten-Nr.              | Bild           |
| ------------------------------------------ | ------------------------ | --- | ---------------------- | -------------- |
| Scheinfeld Adi-Dassler-Straße 4 (Standort) | Wohnhaus                 | Zweigeschossiger traufständiger Satteldachbau aus Quadermauerwerk mit stichbogigen Wandöffnungen und geschnitzter, zweiflügliger Haustür, erste Hälfte 19. Jahrhundert | D-5-75-161-4           | BW             |
| Scheinfeld Hauptstraße 13 (Standort)       | Hausfigur Nepomuk        | 18. Jahrhundert | D-5-75-161-16          | BW             |
| Scheinfeld Kirchstraße 18 (Standort)       | Wohnhaus                 | Zweigeschossiger, traufseitiger Satteldachbau mit Ecklisenen, Gurtgesims und Rahmungen, um 180                                                                         | D-5-75-161-43          | BW             |
| Scheinfeld Kirchstraße 20 (Standort)       | Bauernhaus               | Verputztes Fachwerkobergeschoss, um 1800 | D-5-75-161-45          | weitere Bilder |
| Scheinfeld Lange Gasse 2 (Standort)        | Wohnhaus                 | Verputztes Fachwerkobergeschoss, 18. Jahrhundert, über spätmittelalterlichem Kern                                                                                      | D-5-75-161-52          | BW             |
| Scheinfeld Lange Gasse 4 (Standort)        | Walmdachhaus             | Verputztes Fachwerkobergeschoss, 18. Jahrhundert, über spätmittelalterlichem Kern                                                                                      | D-5-75-161-54          | Walmdachhaus   |
| Scheinfeld Lange Gasse 5, 7 (Standort)     | Bauernhaus               | Verputztes Fachwerkobergeschoss, 18. Jahrhundert | D-5-75-161-55          | BW             |
| Burgambach Burgambach 6 (Standort)         | Wohnhaus                 | Zweigeschossiger Walmdachbau mit Eckpilastern, Traufgesims mit Zahnschnittfries, Sohlbankgesimsen, erste Hälfte 19. Jahrhundert                                        | D-5-75-161-96          | BW             |
| Burgambach Burgambach 22, 22 a (Standort)  | Ehemaliges Herrenhaus    | Satteldachhaus mit verputztem Fachwerkobergeschoss, 18. Jahrhundert | D-5-75-161-97 Wikidata | BW             |
| Hohlweiler Hohlweiler 17 (Standort)        | Mühlenhaus               | Mit Fachwerkobergeschoss, Mitte 19. Jahrhundert | D-5-75-161-107         | BW             |
| Kornhöfstadt Kornhöfstadt 9 (Standort)     | Wohnstallhaus            | Eingeschossig, mit Fachwerkgiebel, 18. Jahrhundert | D-5-75-161-112         | BW             |
| Schnodsenbach Schnodsenbach 2 (Standort)   | Ehemalige Mühle          | Satteldachhaus, 18./19. Jahrhundert | D-5-75-161-128         | BW             |
| Schnodsenbach Schnodsenbach 61 (Standort)  | Walmdachhaus             | Mit verputztem Fachwerkobergeschoss, um 1800 | D-5-75-161-133         | BW             |
| Thierberg Thierberg 47 (Standort)          | Relief der Marienkrönung | 1812 | D-5-75-161-139         | BW             |
| Unterlaimbach Unterlaimbach 16 (Standort)  | Gasthaus                 | Zweigeschossiger Walmdachbau über L-förmigen Grundriss mit Fledermausgauben, Ecklisenen und profilierten Fensterrahmungen mit Schlussstein, bezeichnet mit „1841“      | D-5-75-161-145         | BW             |